# Val di Chio
La Val di Chio (o Valle di Chio) è una valle formata dal torrente Vingone (Allacciante dei Rii Castiglionesi a valle della confluenza del Cilone e del Bigurro), che affluisce al Canale Maestro della Chiana ed è ricompresa quasi per intero nel territorio del comune di Castiglion Fiorentino, in Toscana.

## Geografia
La valle è delimitata a ponente dalle cime che si ergono ad est della Val di Chiana, in particolare dal monte Castiglion Maggio; ad oriente dal crinale che lo separa, attraverso il passo della Montanina, dalla valle del torrente Nestore, tributario del Tevere, a sud dai monti che culminano nella cima dell'Alta di Sant'Egidio. Fanno da ingresso alla valle il paese di Castiglion Fiorentino e il castello di Montecchio Vesponi.
Le colline che formano il crinale della val di Chio descrivono una porzione di ellisse molto schiacciata che si chiude a Castiglion Fiorentino e Santa Lucia. Il percorso descritto da tale ellisse inizia da Castiglioni, e attraverso Mammi e il monte Castiglion Maggio, prosegue per il passo della Foce (attraverso il quale si raggiungono Palazzo del Pero e Sansepolcro), il paese di Caldesi ed i monti Corneta e Maccagnano, le case di Renzana col sovrastante poggio Pratello, i poggi Fontanina e Montanina, la Rocca Montanina, il passo del Belvedere (dove svalica la provinciale per Città di Castello), il colle delle Forche, quindi casa Valcella, la foce di Ristonchia, il monte Castel d'Ernia e termina nei pressi della frazione di Santa Lucia.
Il territorio racchiuso da questa ellisse è quasi interamente ricompreso nel comune di Castiglioni, ad eccezione dell'abitato di Caldesi, del monte Corneta e delle case di Renzana, che invece appartengono ad Arezzo.

## Paesi, borghi e contrade
Di seguito l'elenco dei paesi più importanti della Val di Chio; accanto ad essi sono riportate tra parentesi le frazioni e le contrade minori:
- Collesecco, con le case di Coppa di sotto, Coppa di sopra e il Poggio dell'Oppio;
- Noceta, con la Pieve a Retina, il Santuario del Bagno e la frazione di Senaia;
- Orzale, con il villaggio di Case Materna, Tuori e le case Botarleto, Fonte Vinaglia , Casa Mangàna e Il Palazzo;
- Pergognano, con la minuscola frazione di Ferioli e la casa detta La Rachina;
- Petreto, con il Molin Bianco e le case: Greppo, La Campana e Sterpacciolo;
- Pieve di Chio, con Gaggioleto, Il Toppo, Santo Stefano e le case del Ficareto;
- Polvano, con i villaggi Alteto, La Badiola, San Martino, San Savino e le case: Ca' di Gelle, Fonte Molino, Il Cozzolare e Torrinaia;
- La Montanina, comune antico, ora frazione disabitata, il cui territorio comprende i villaggi di Fontanelle con la chiesa di San Bartolomeo, Querceta di sopra, Querceta di sotto, San Lorenzo con l'annesso eremo e le case: Belvedere, Ca' Le Rolle, Caldesi, Castelluzzo, Gionchetta ed altre;
- Santa Lucia comprendente anche le frazioni di Il Mulinaccio e Santa Lucia II, i ruderi del Castel d'Ernia e le case de: La Guardata e Molino Nuovo;
- Santa Margherita con i villaggi di Ca' de' Bardi e Todiolo e le case: I Mulinacci, Il Castello, Il Fadiolo e Pozzofiume;
- Santa Cristina con la frazione La Strada e i borghi di Caprile, Salvagno, Sant'Enea e Taragnano.

Non appartengono fisicamente alla Val di Chio, ma sono strettamente connessi ad essa i seguenti paesi del comune di Castiglion Fiorentino:
- Ranchetto, con la vicina abbazia di Largnano e le case disabitate de Le Strosce, Le Terigie e di Pian del Desco (quest'ultima in comune di Arezzo), che si trovano tutti nella minuscola valle delle Stroscie, tributario del Nestore, storicamente collegata a Castiglioni attraverso l'antica strada comunale di Polvano, ora abbandonata;
- Valuberti, con le frazioni di Fiume e I Meli e le case: La Piantata e La Sassa .

Infine, sono ricompresi nel territorio della valle, anche se appartengono al comune di Arezzo:
- Caldesi, frazione situata nei pressi della Foce, insieme ai borghi di Casanova e Cerreta;
- Case Renzana, un piccolo borgo abbandonato costituito da due diversi nuclei, insieme a Casa Corneta, in prossimità della cima del monte omonimo, dove era presente un castello.

## Immagini varie

### Paesi

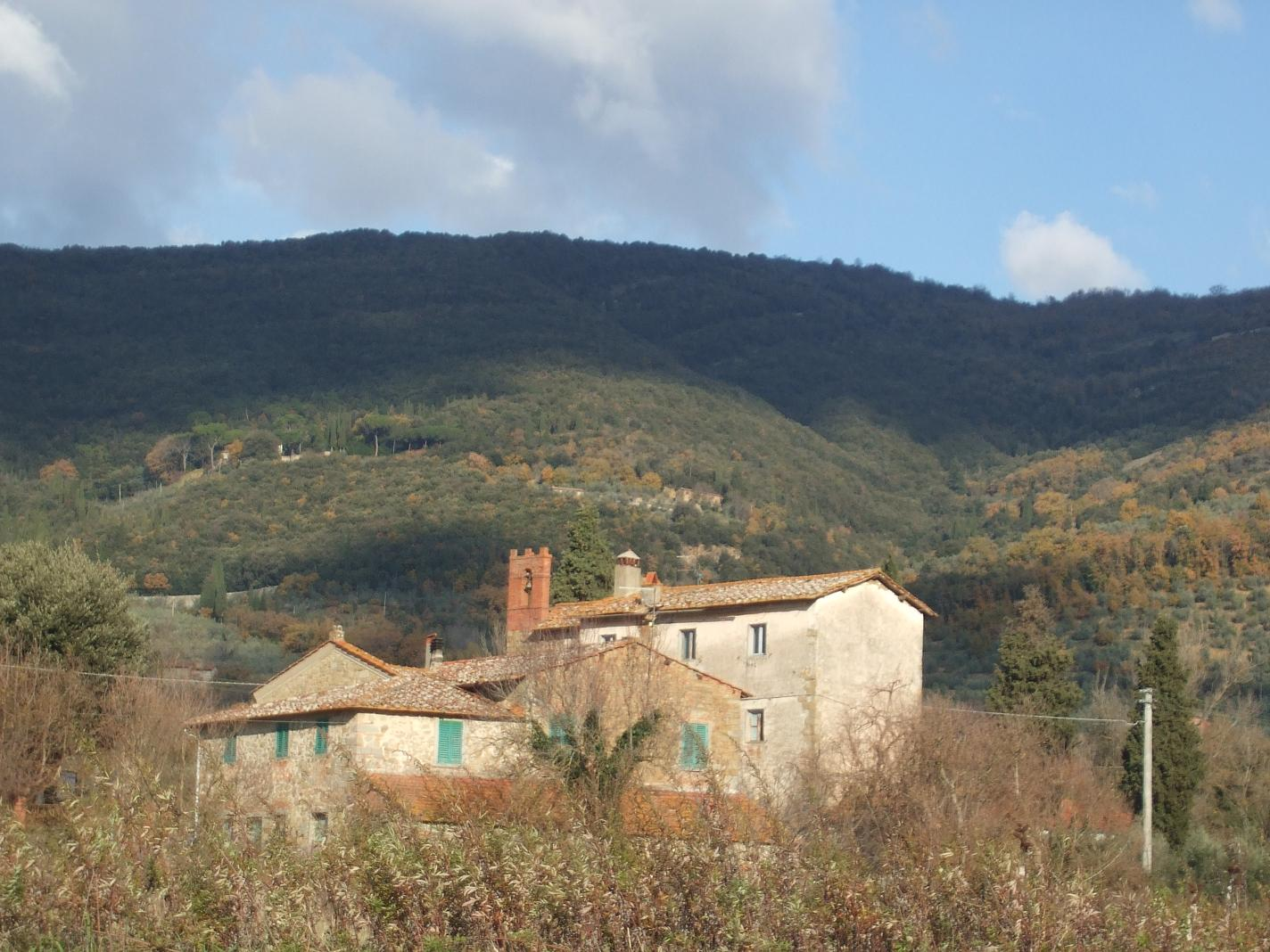
Noceta
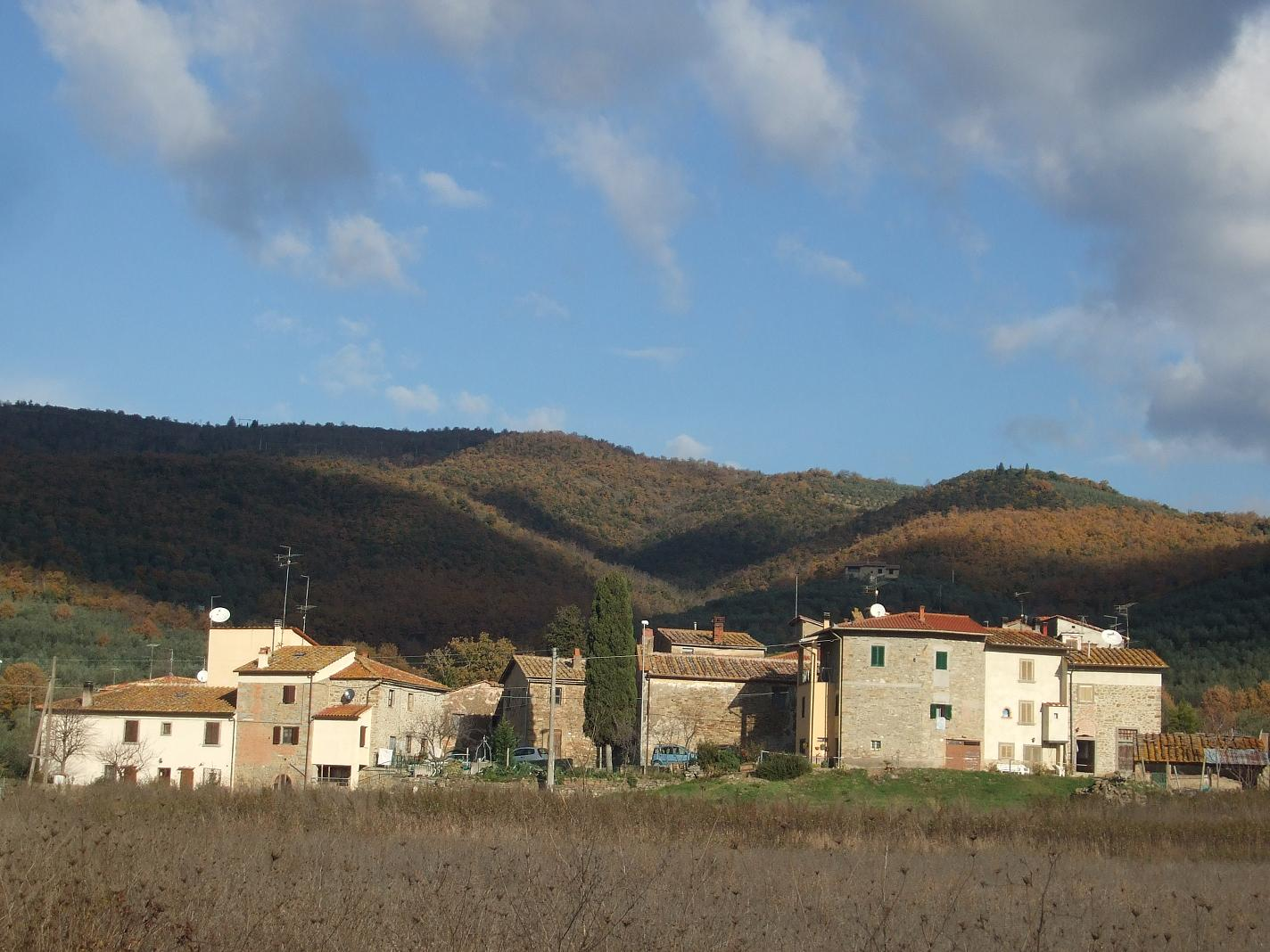
Santa Margherita
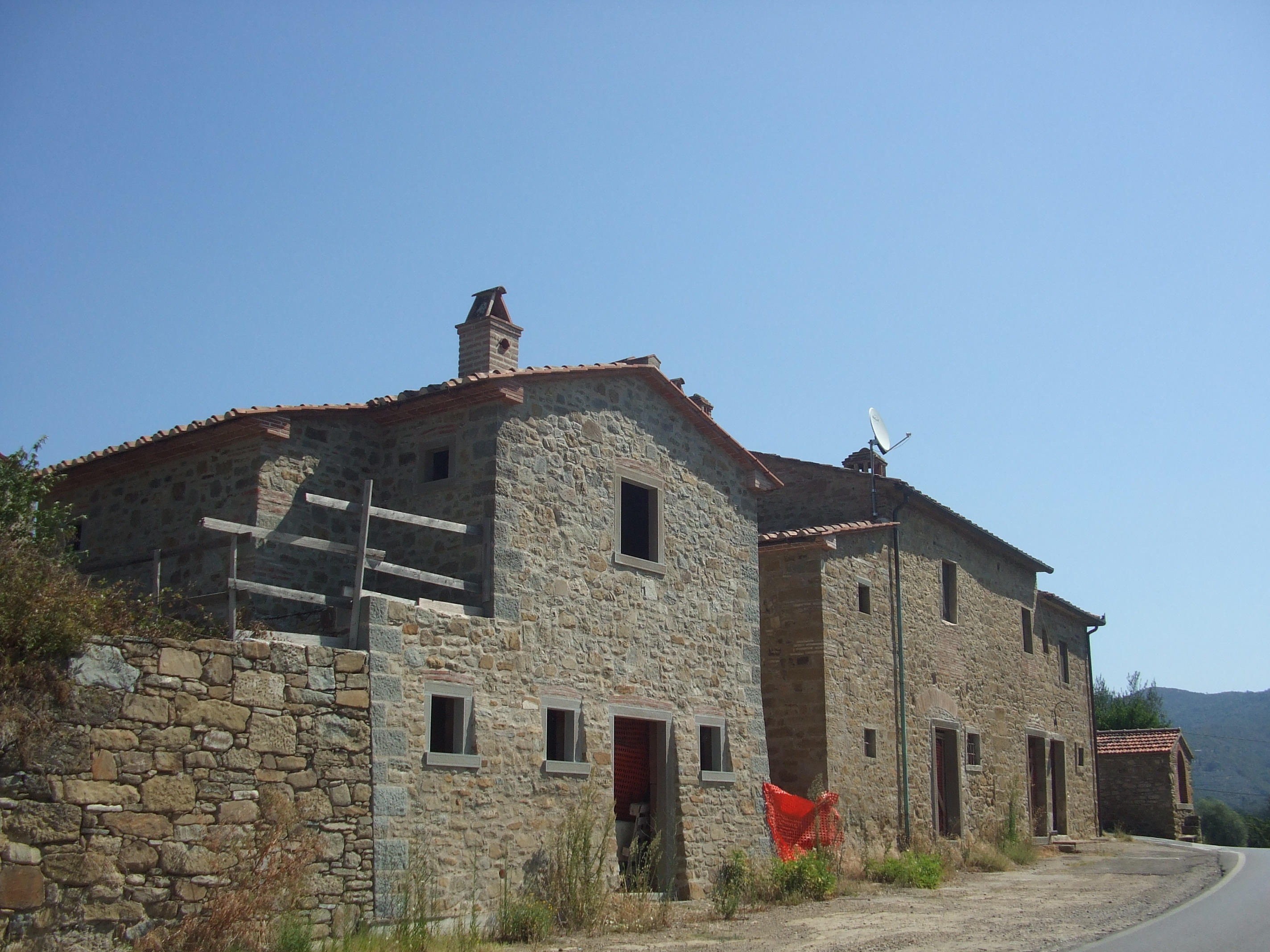
Collesecco
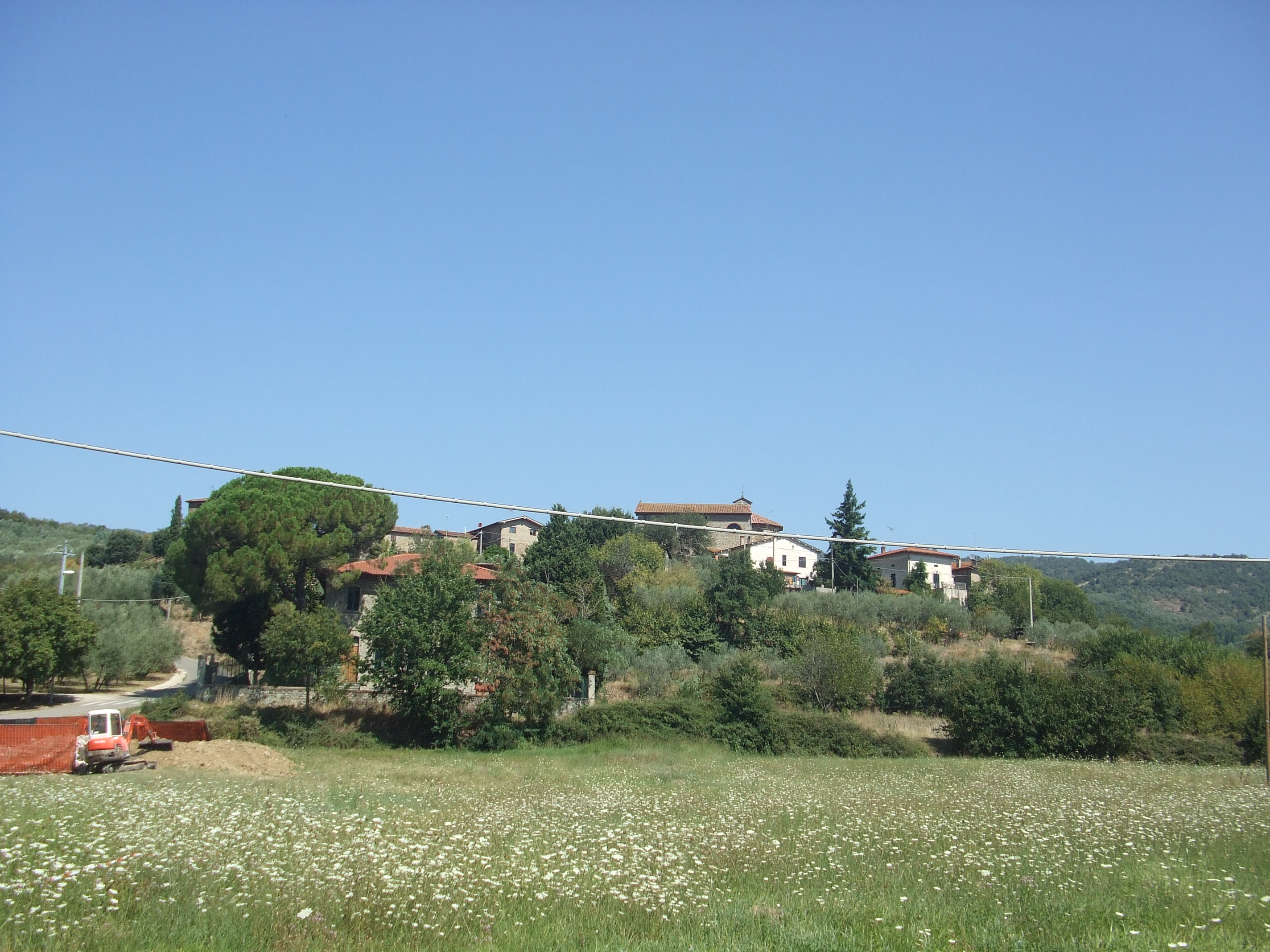
Santa Cristina
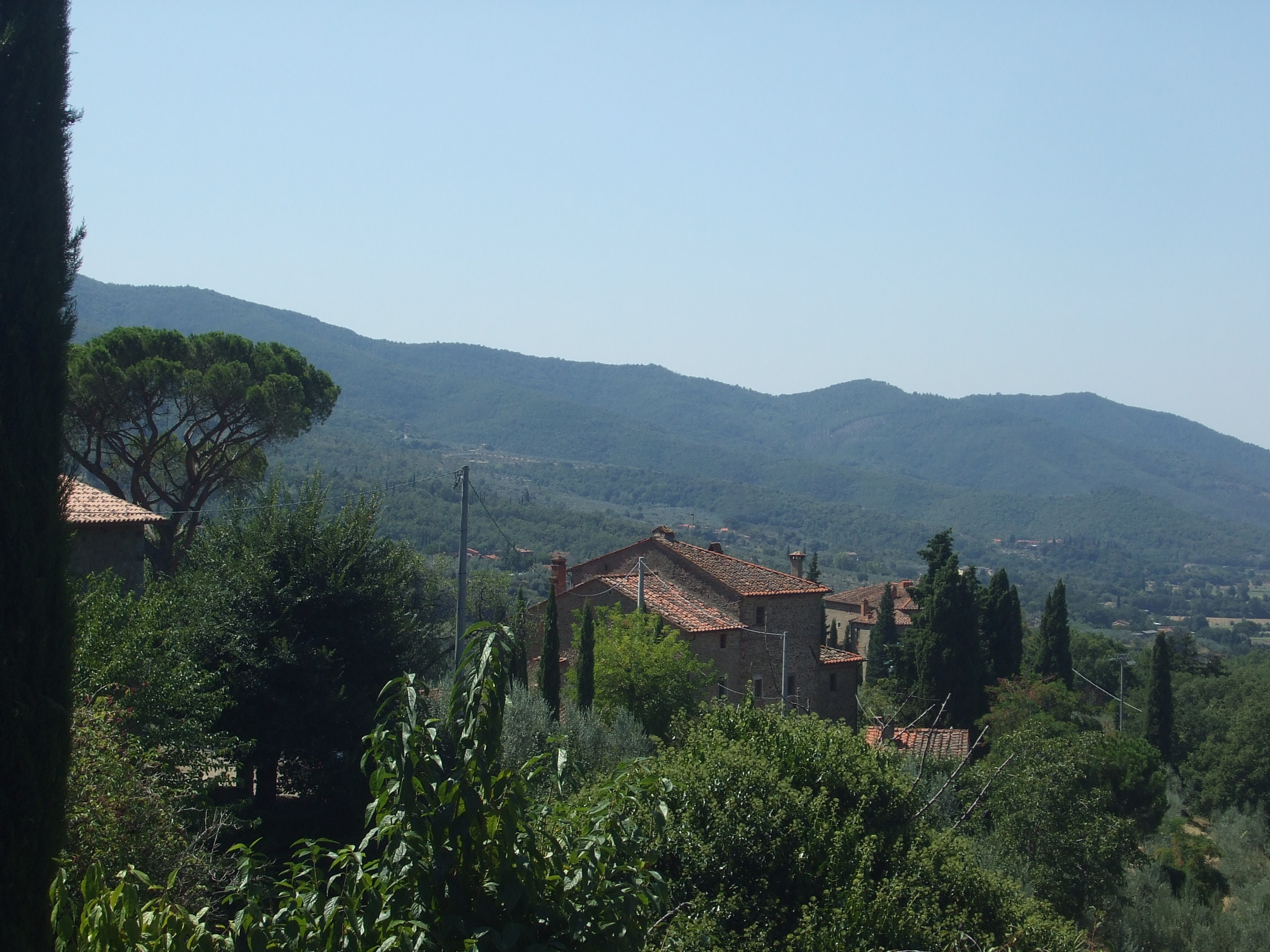
Polvano di sopra
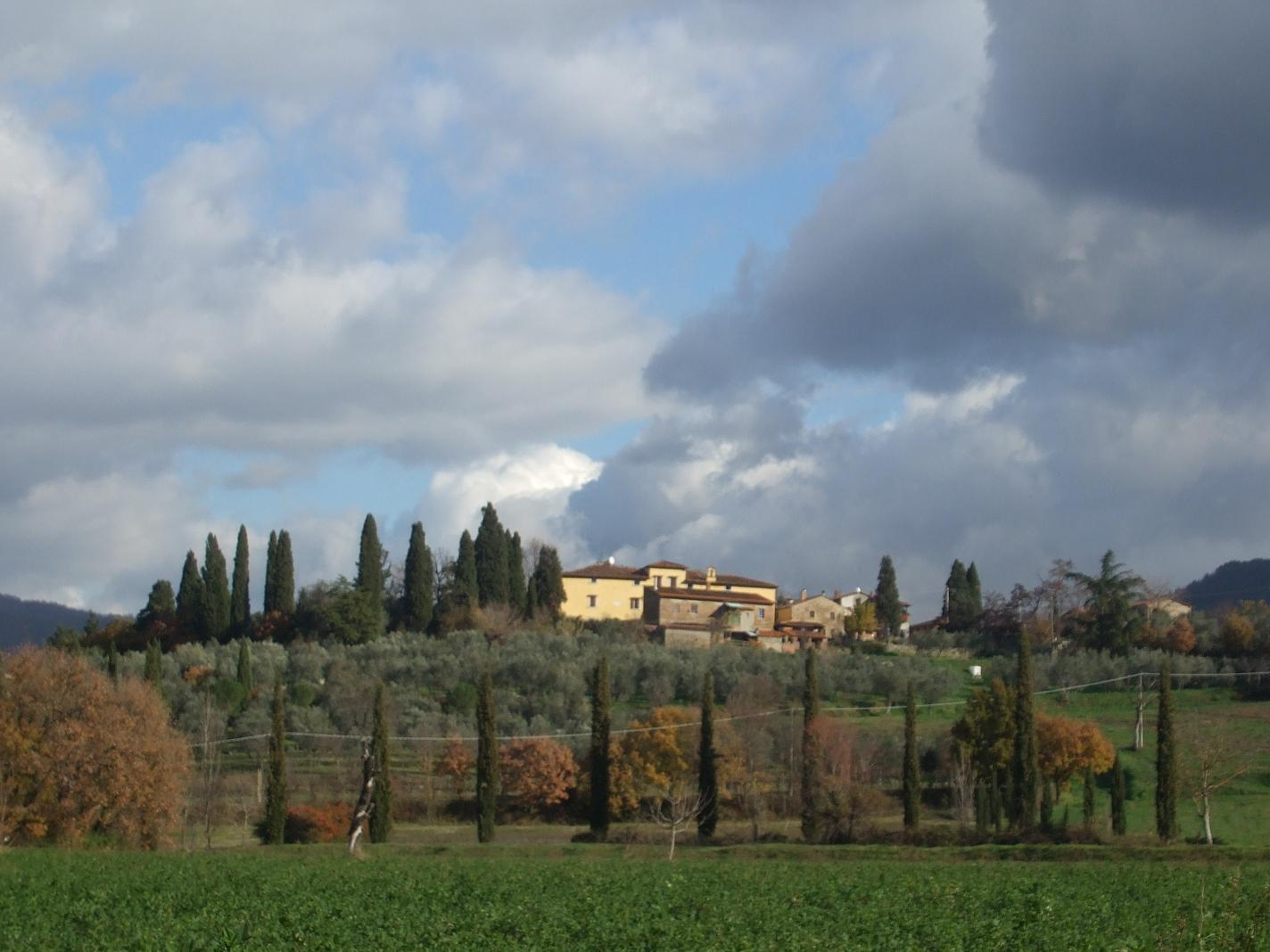
Petreto
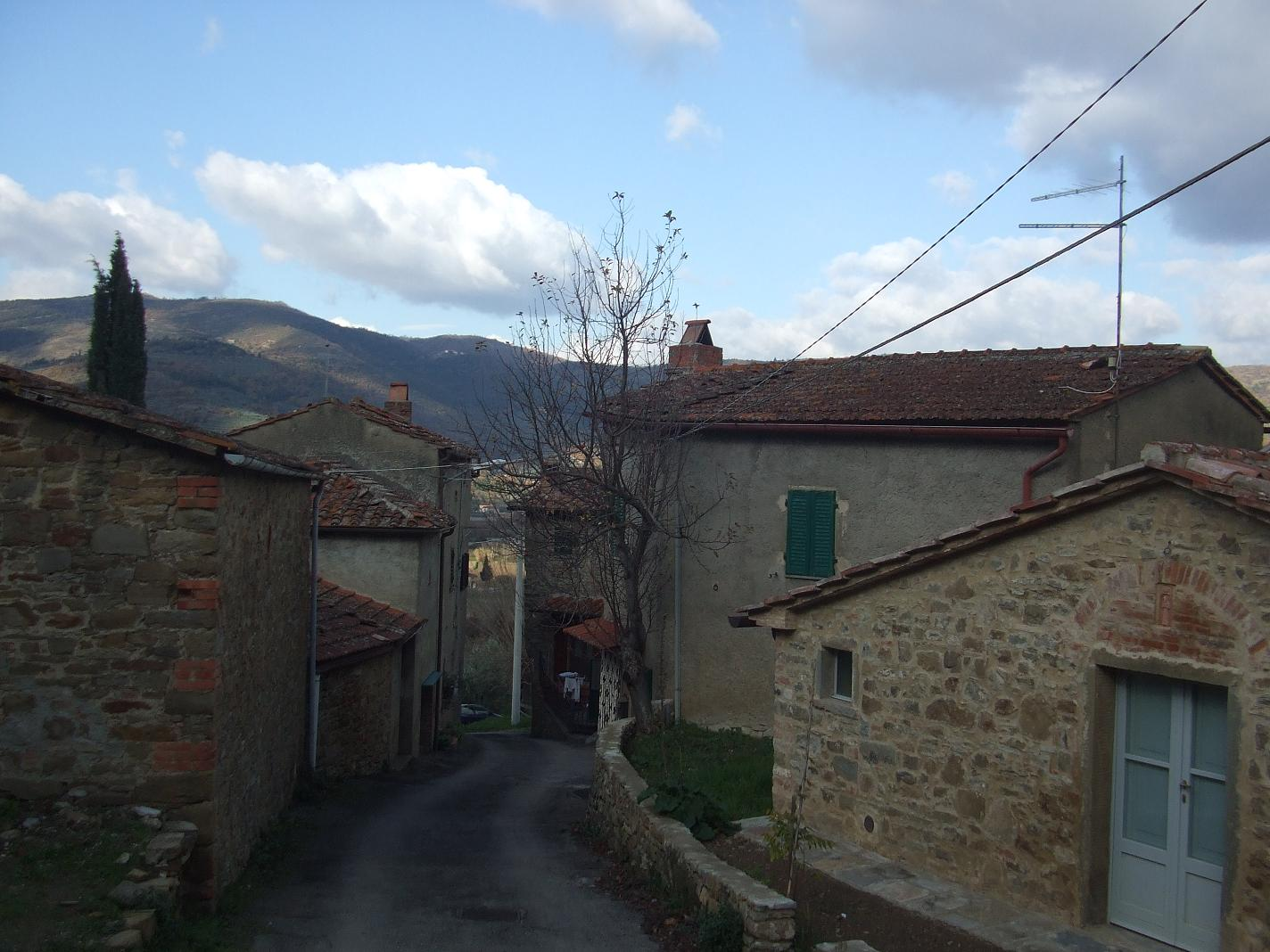
Orzale
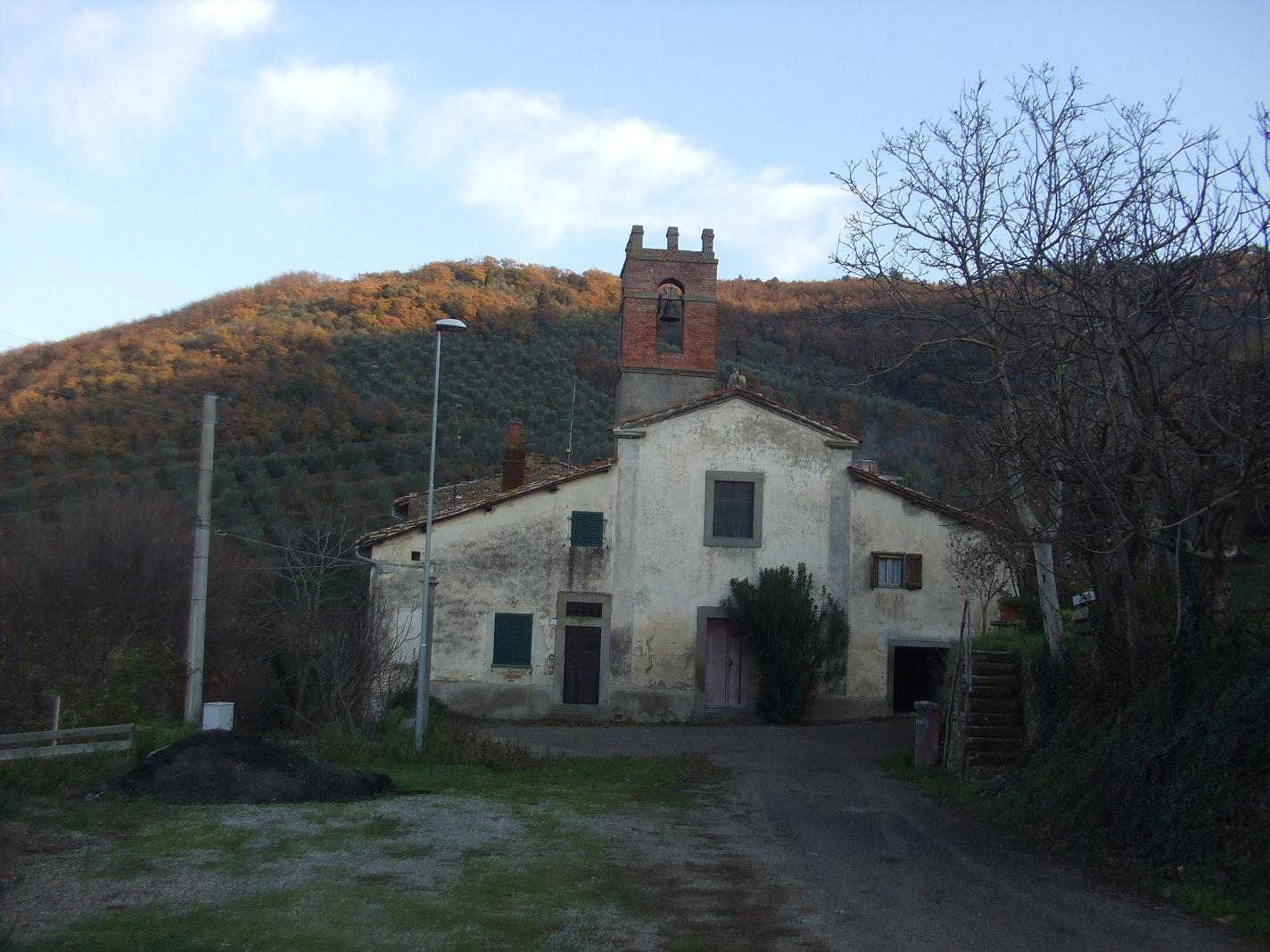
Pergognano

### Chiese e maestà

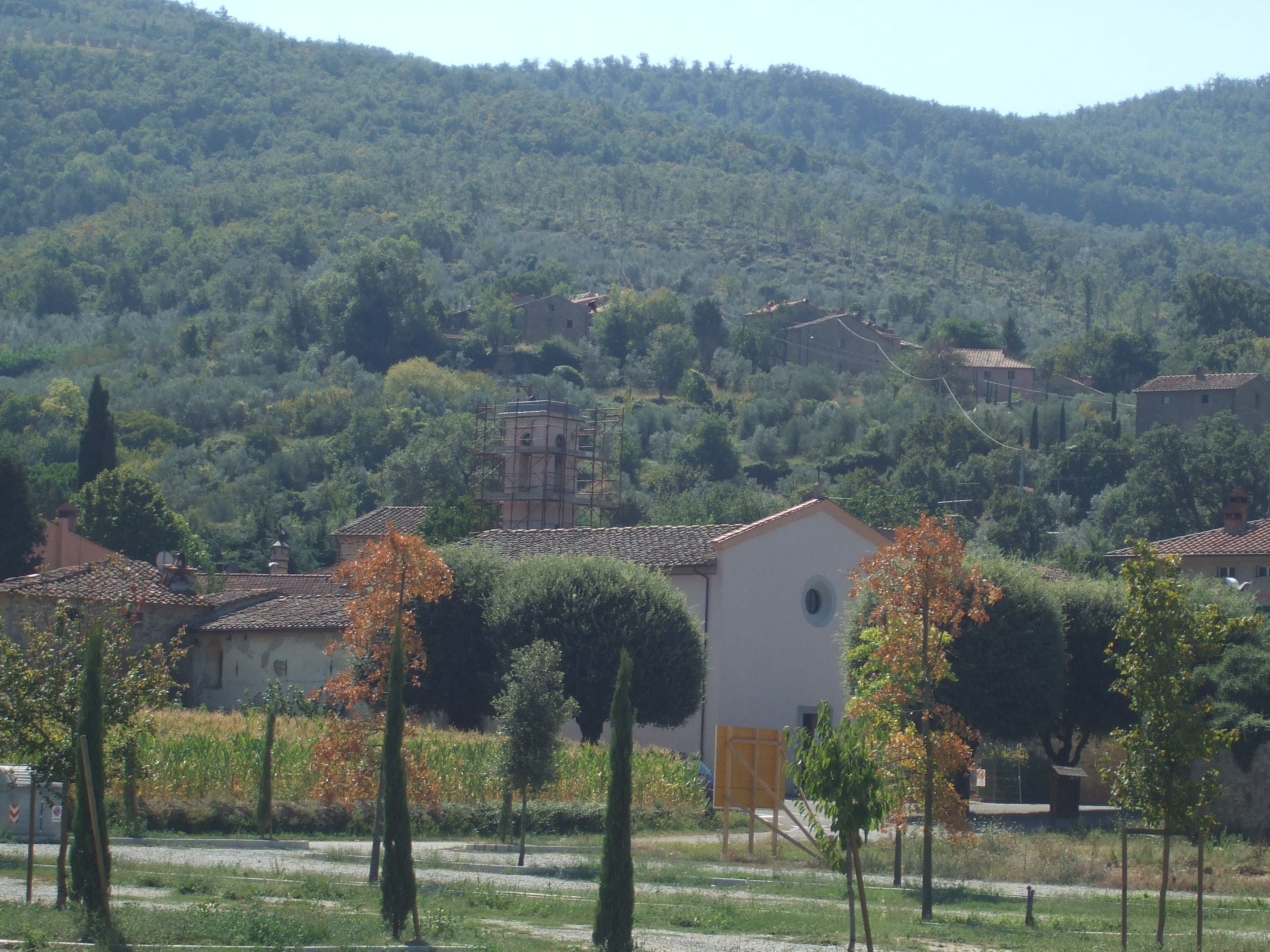
Pieve di Chio
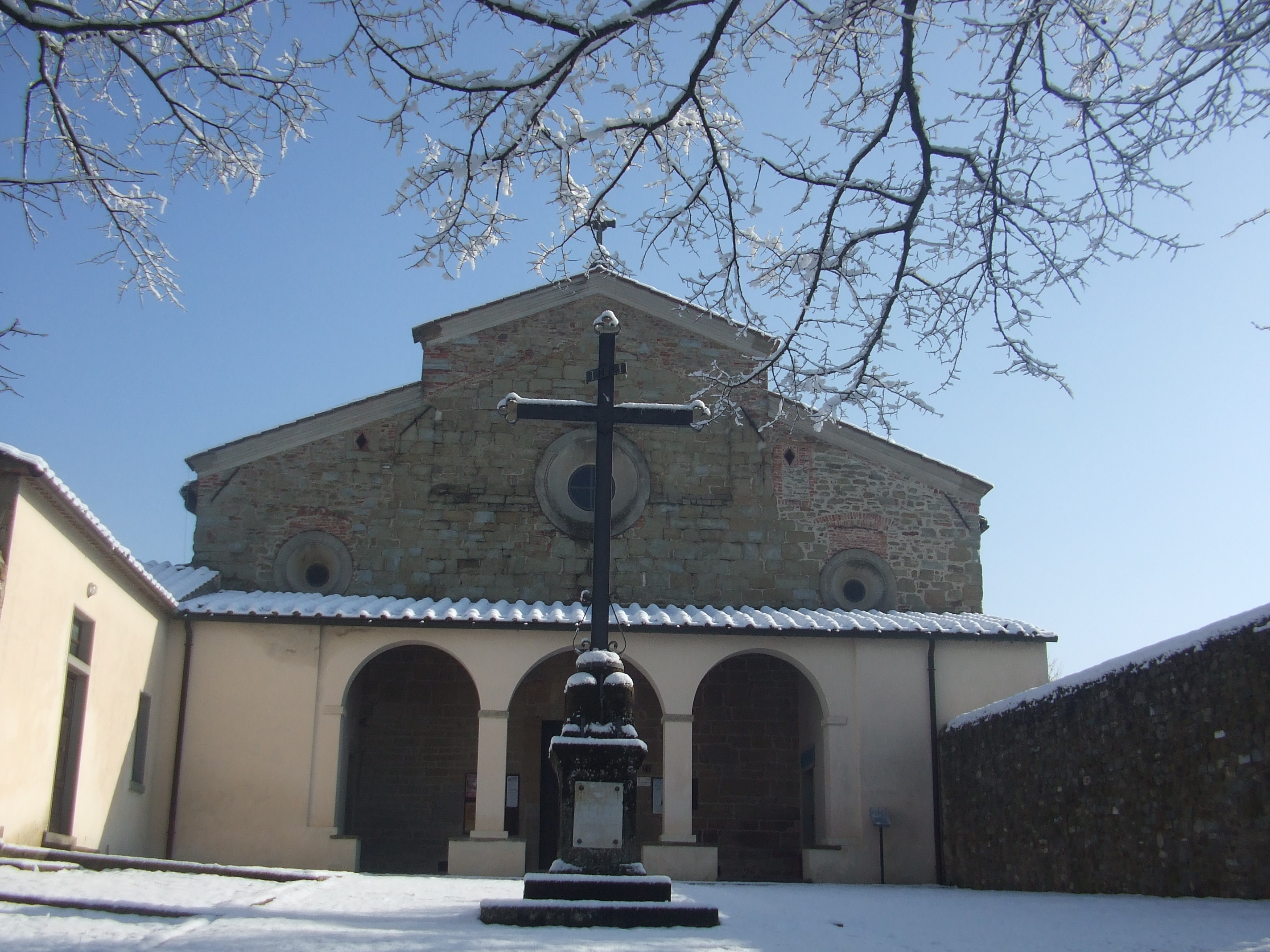
Pieve a Retina
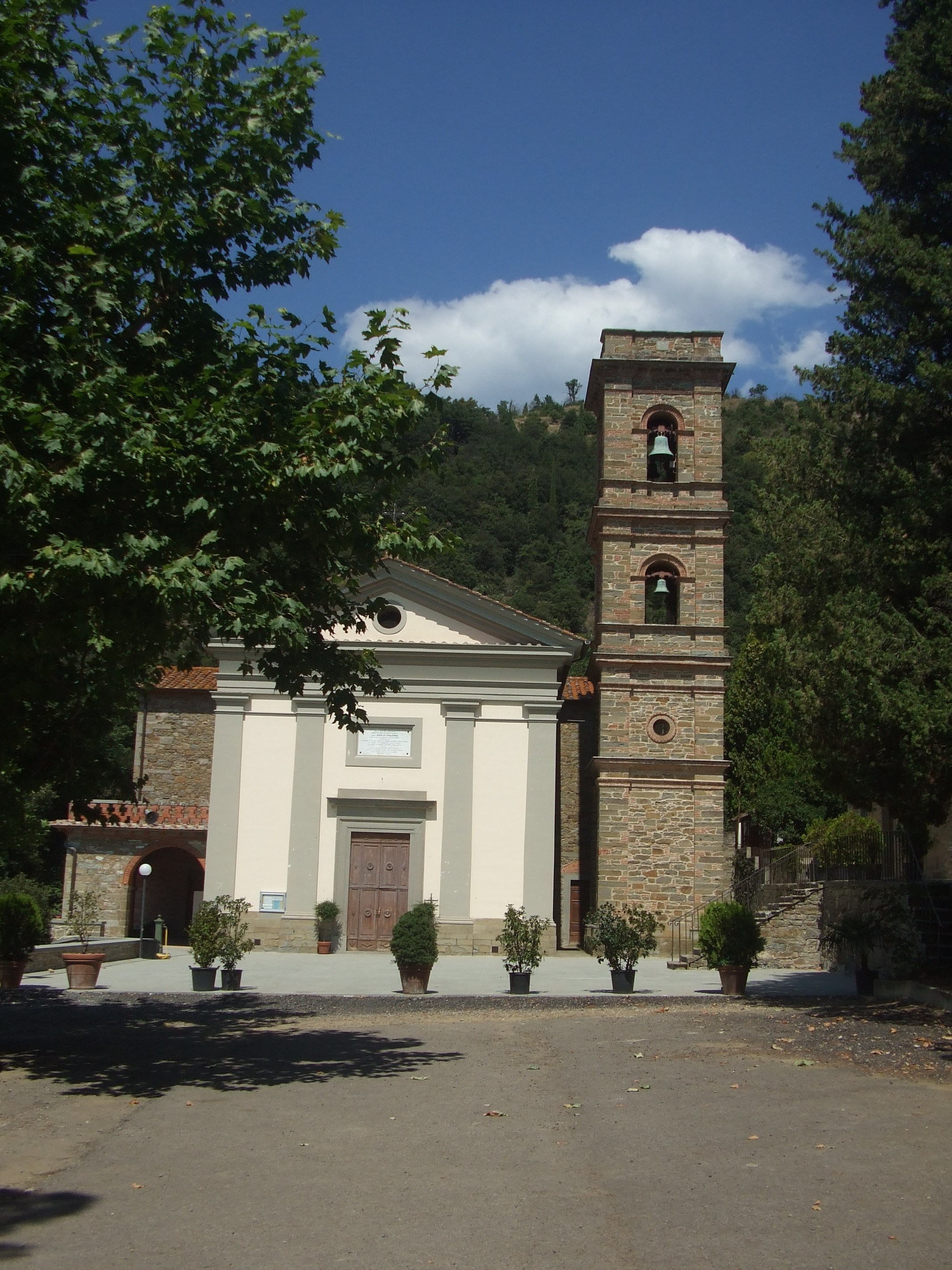
Santuario del Bagno
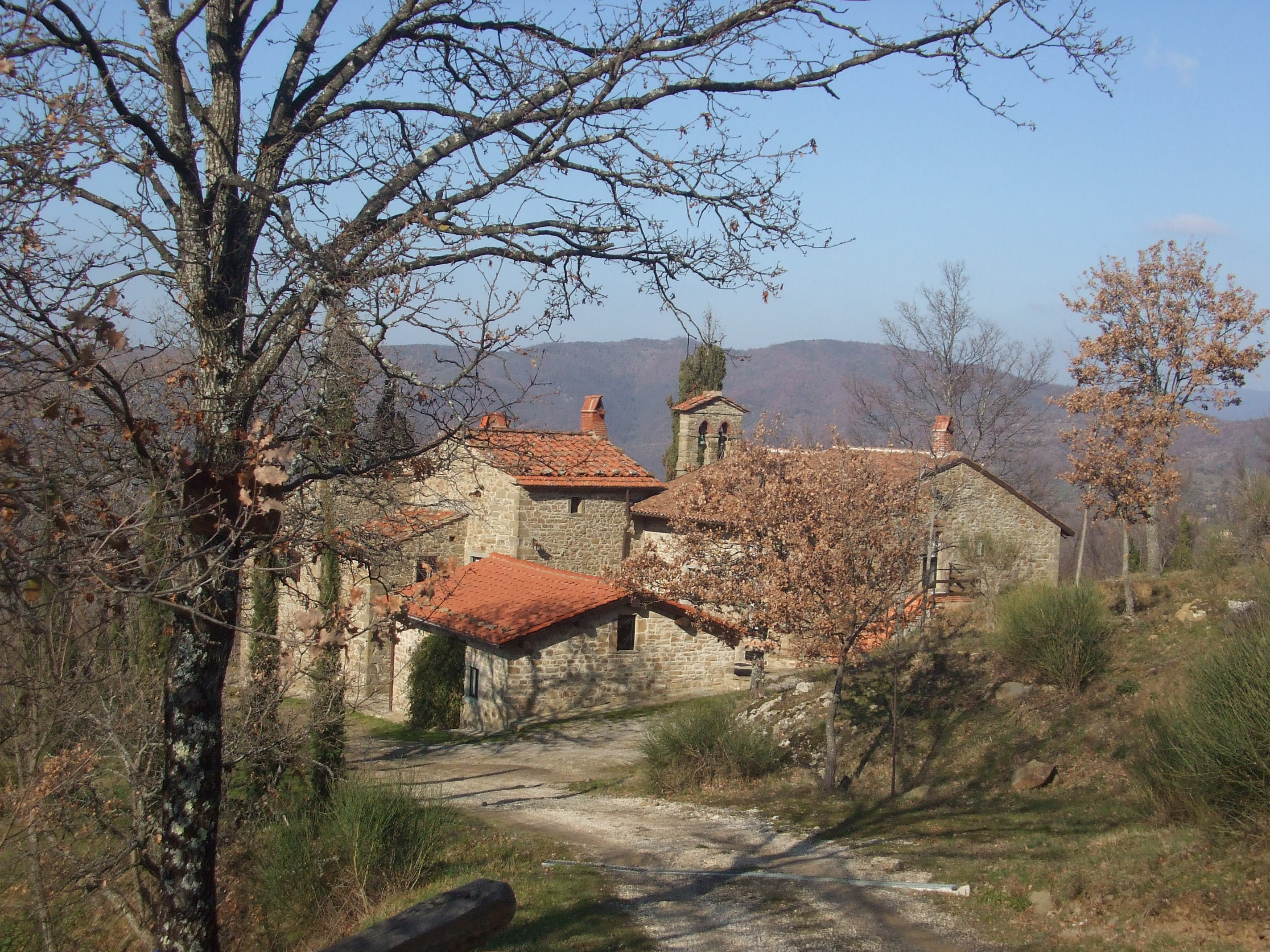
Eremo di San Lorenzo alla Montanina
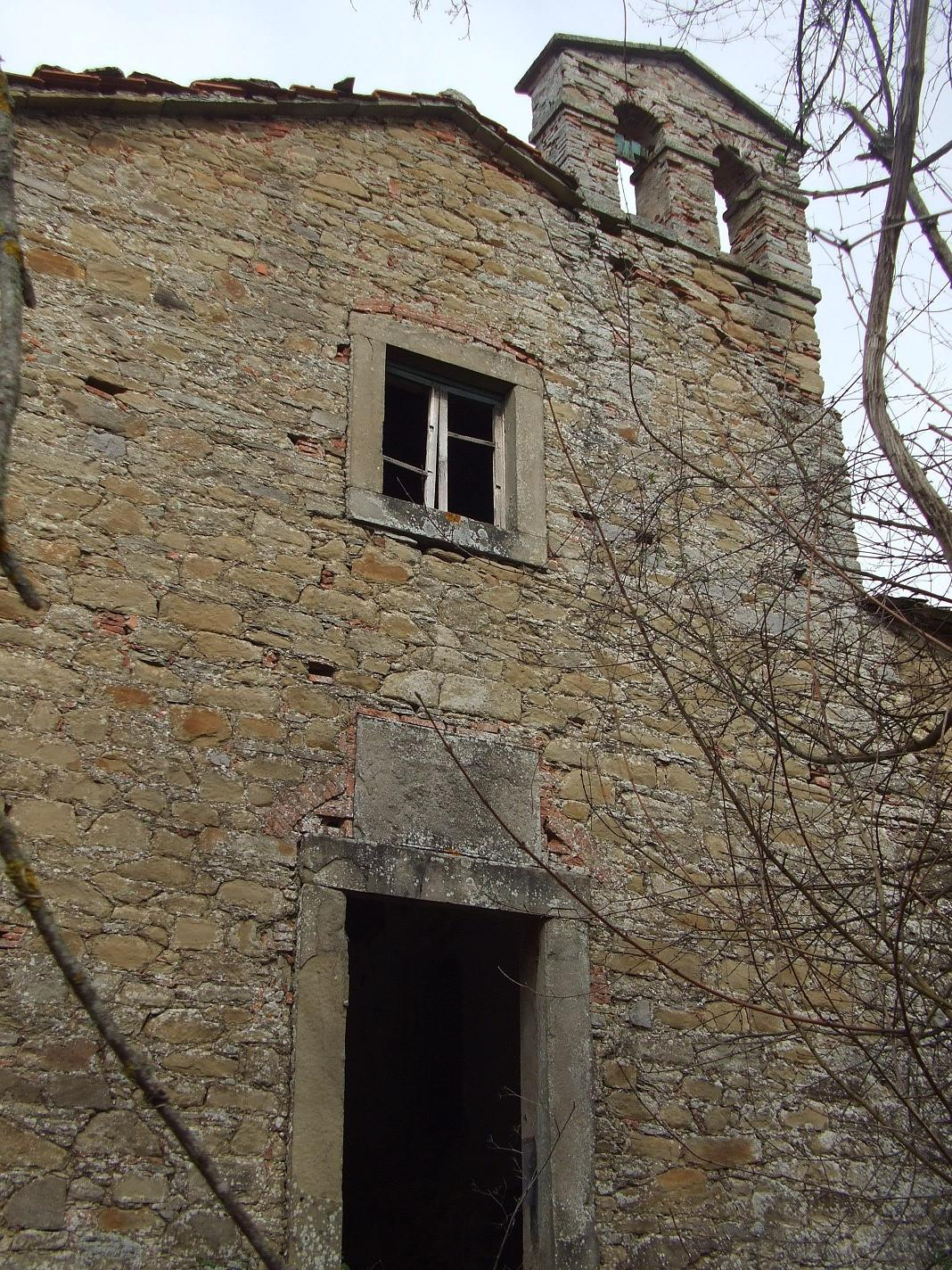
Badia di Largnano
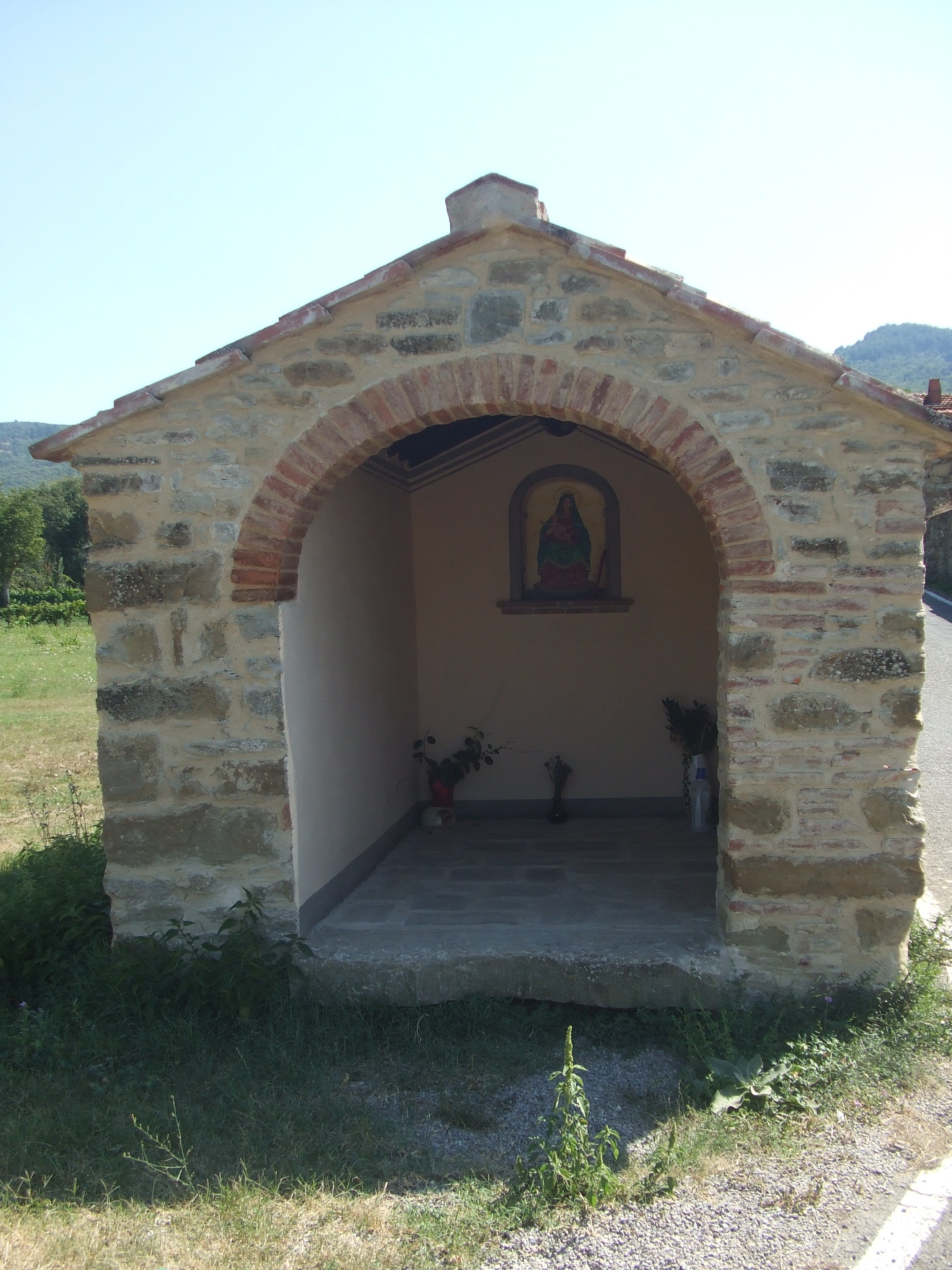
Maestà del Toppo (dopo il restauro del 2009)
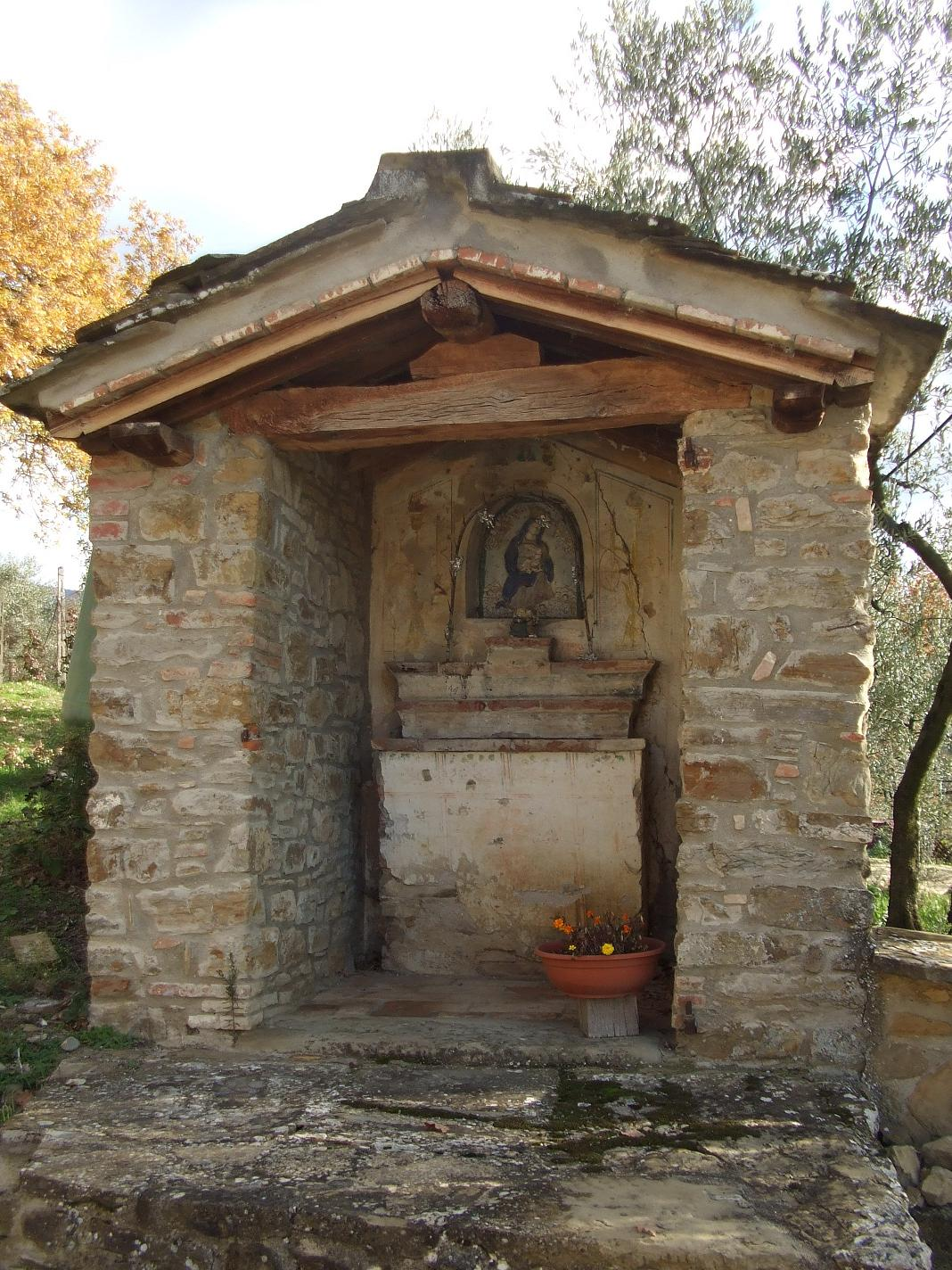
Maestà del Latte a Taragnano

### Castelli e case

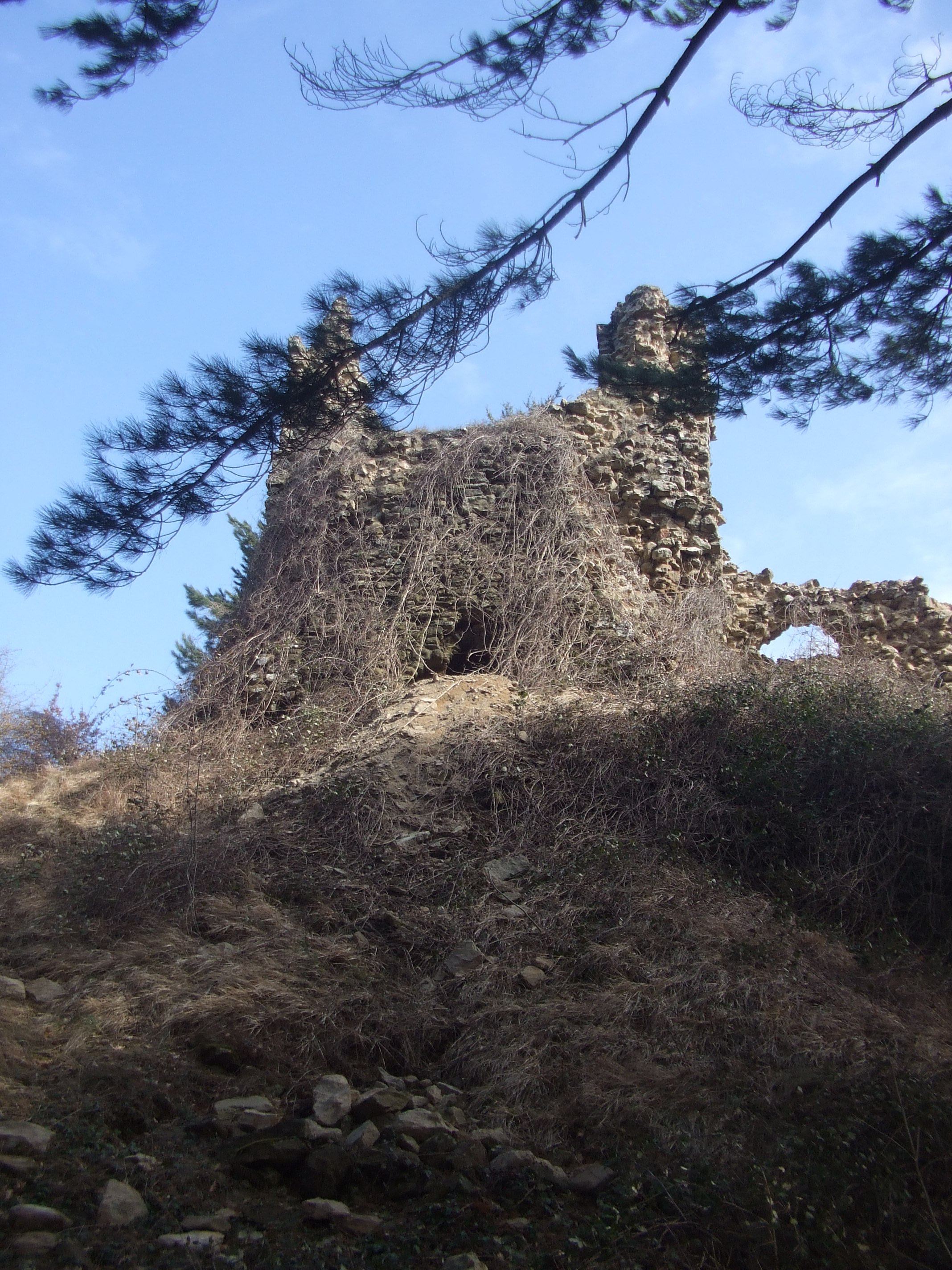
Ruderi del castello della Montanina
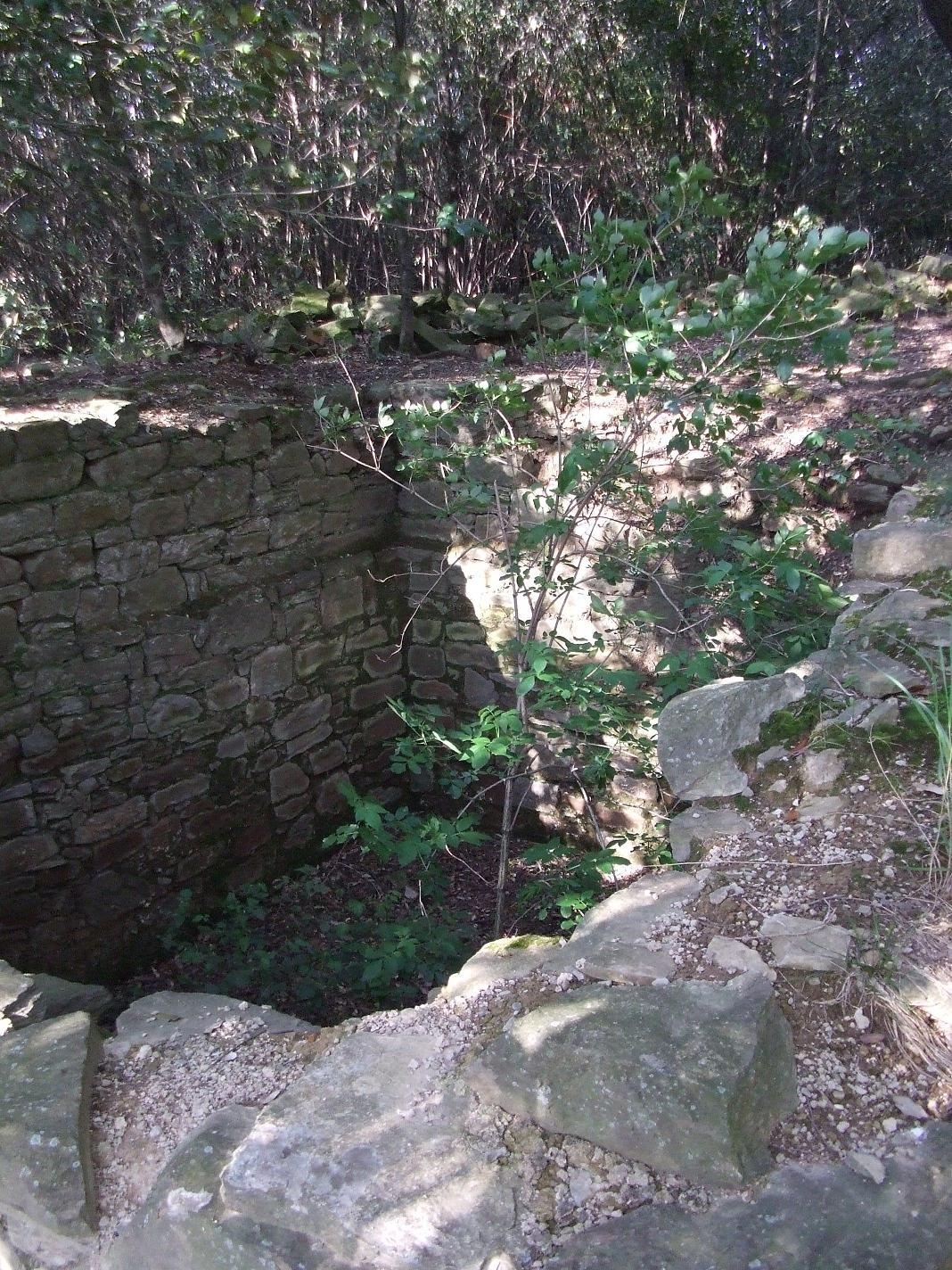
Ruderi del castello di Tuori
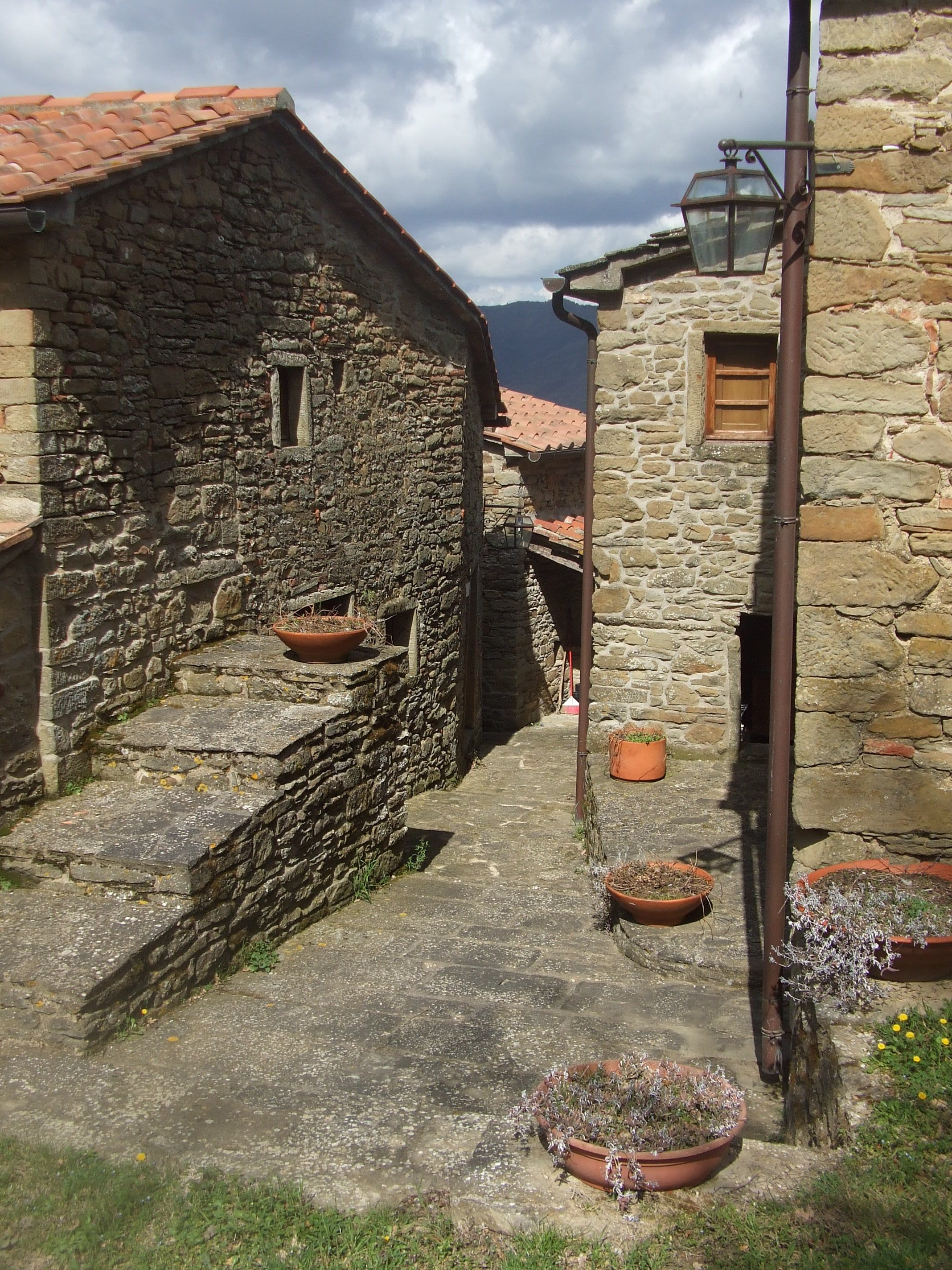
Villaggio della Querceta di sotto
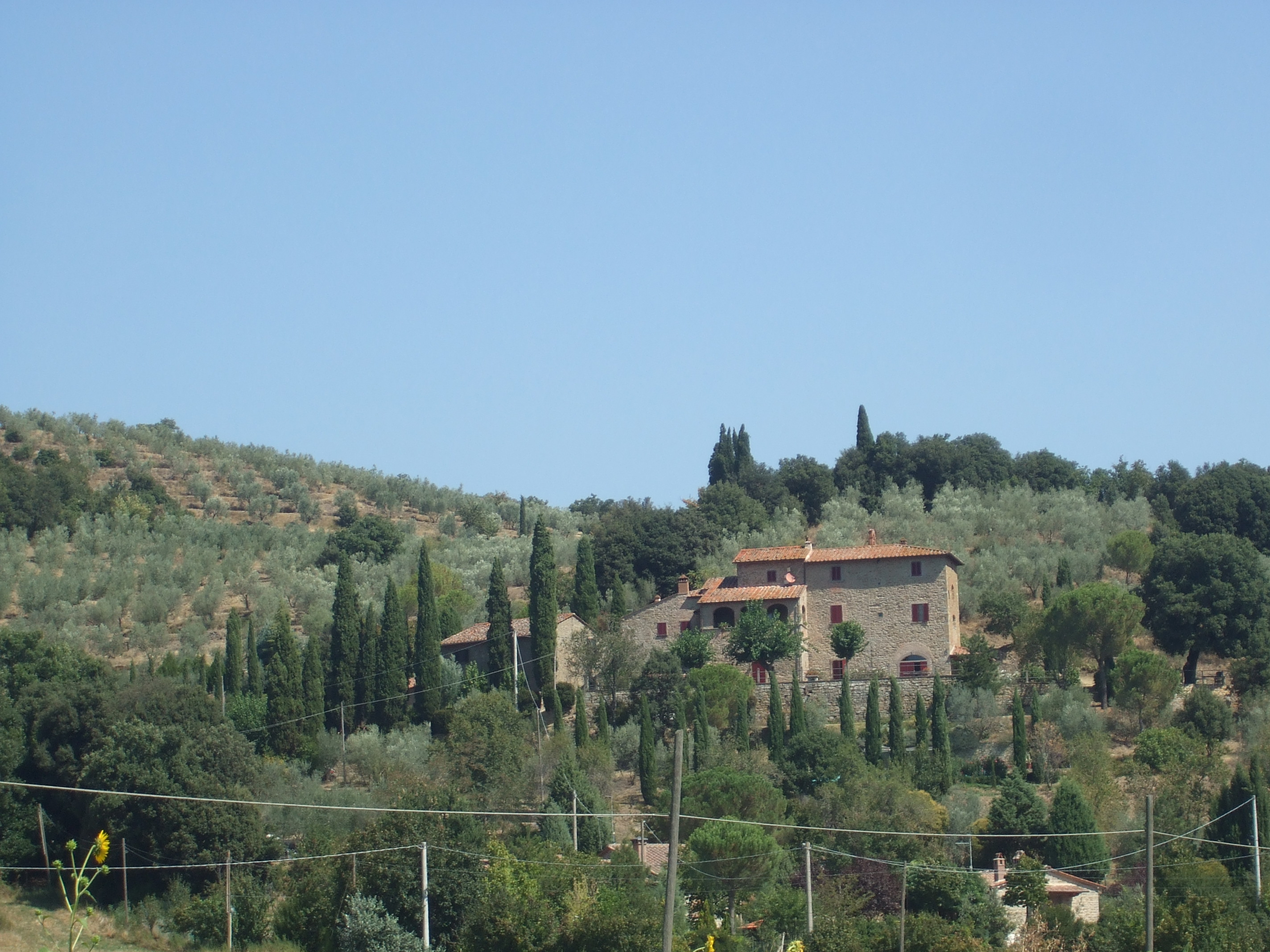
Il Todiolo
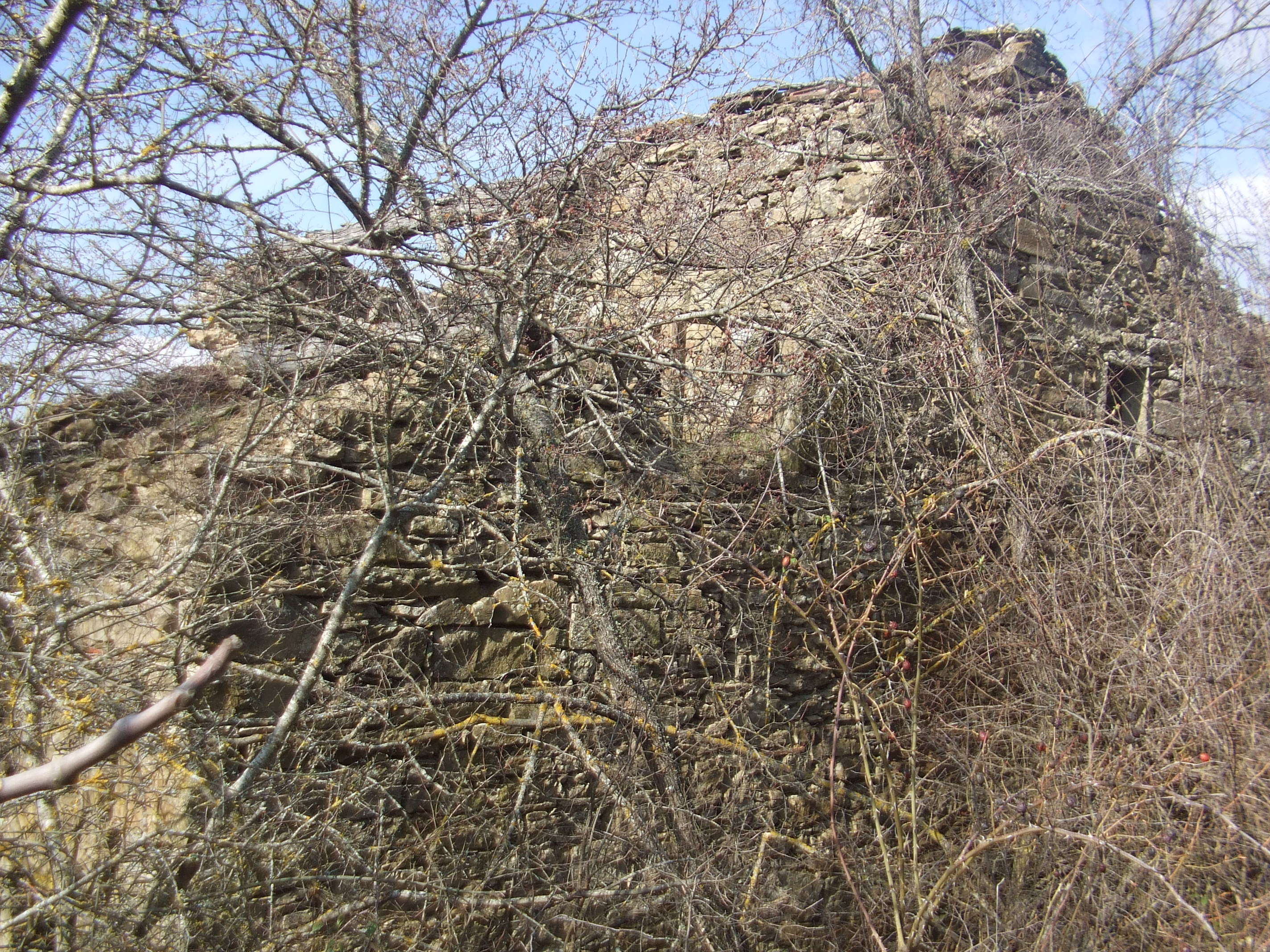
Ca' le Rolle
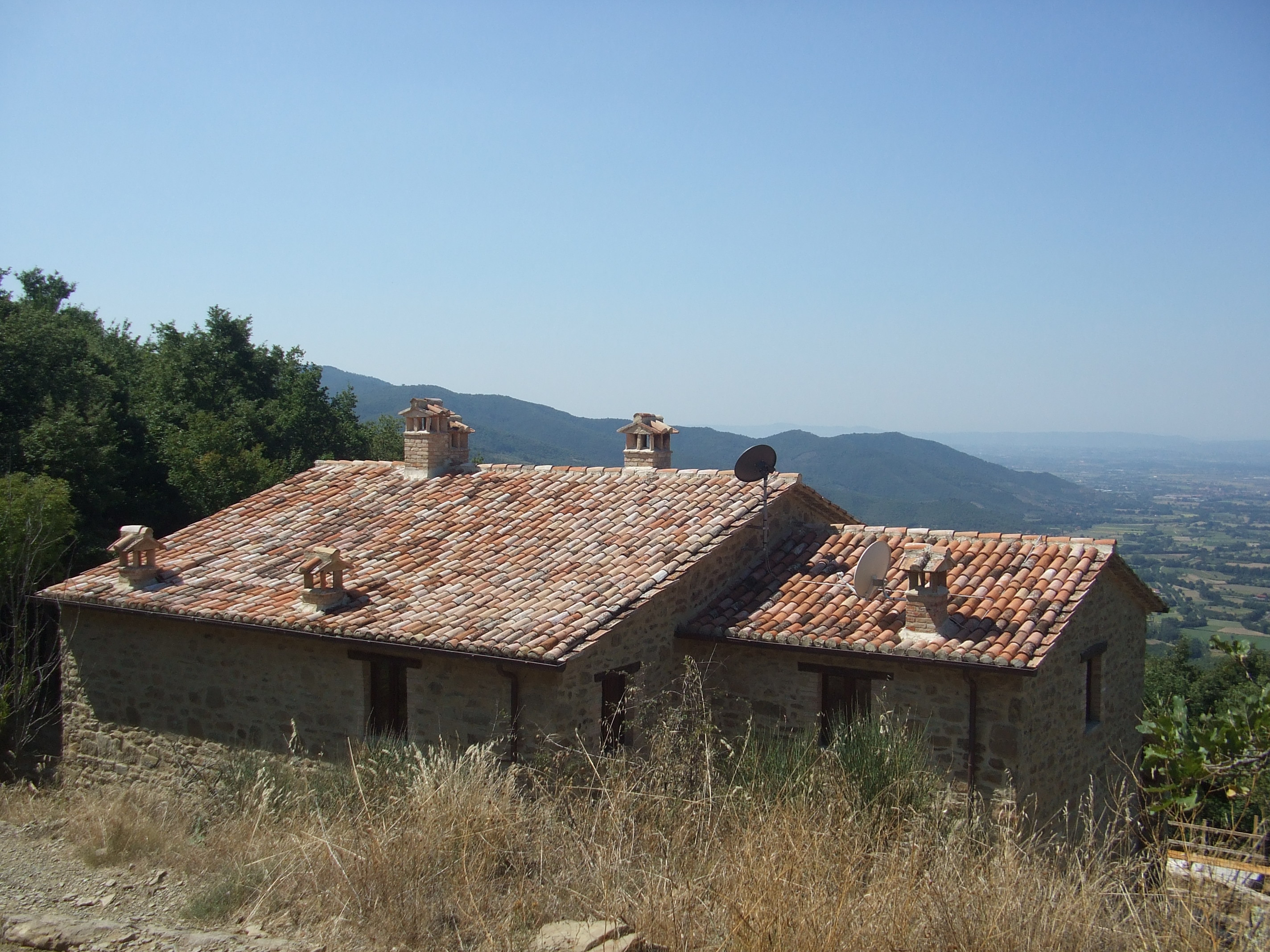
Casa Fonte Molino
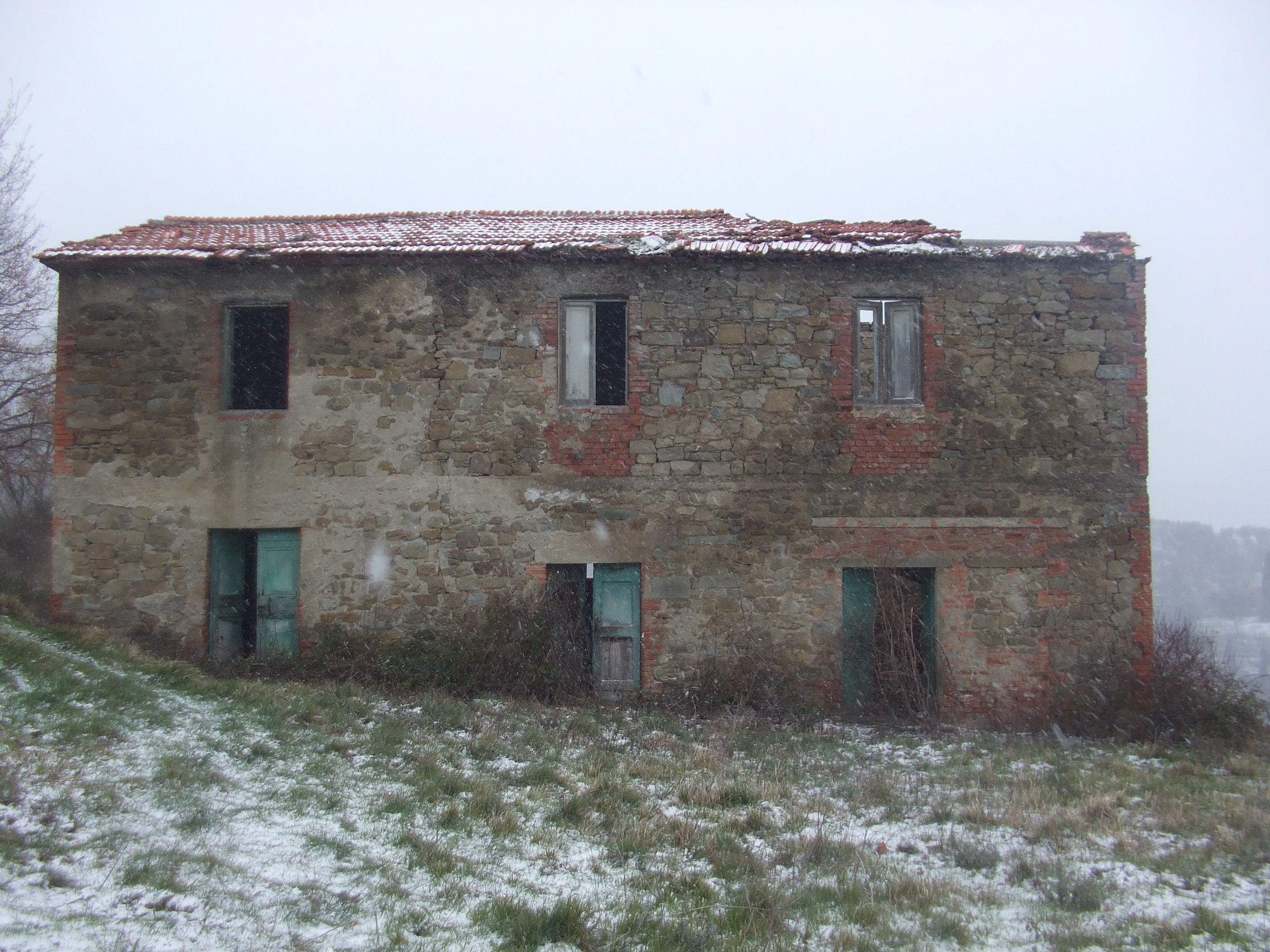
Casa del Cozzolare
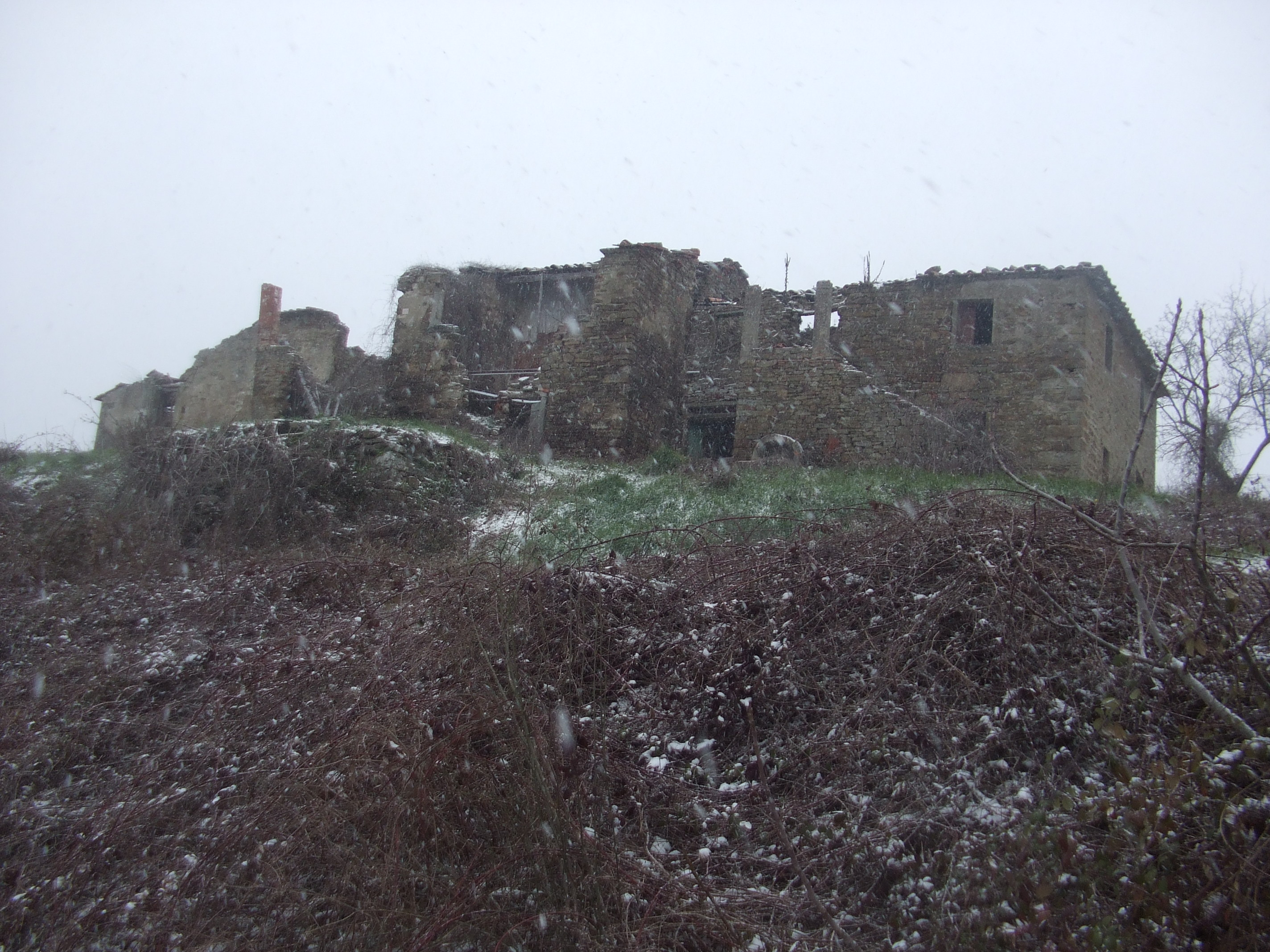
Case Renzana
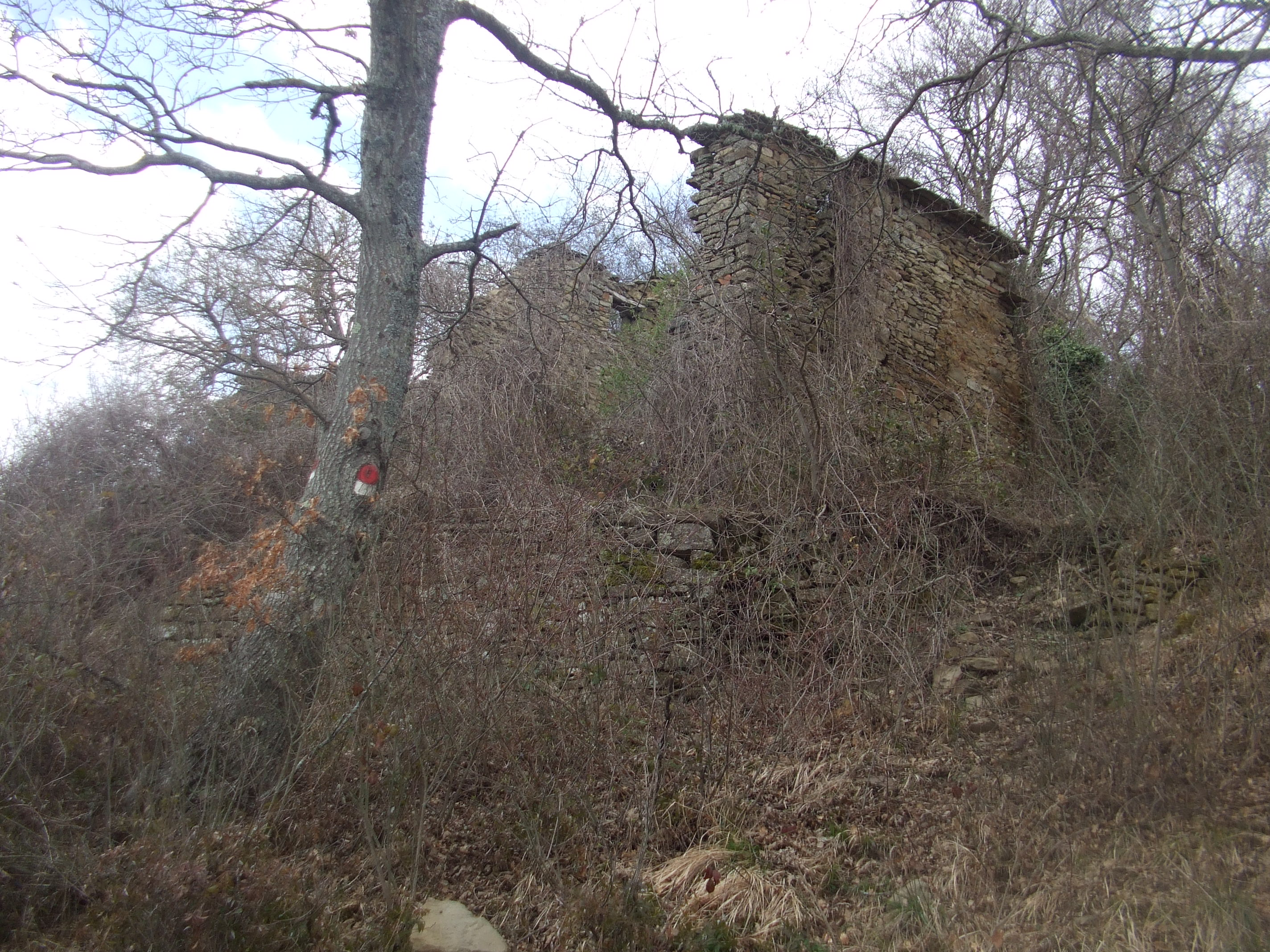
Casa Corneta

### Panorami

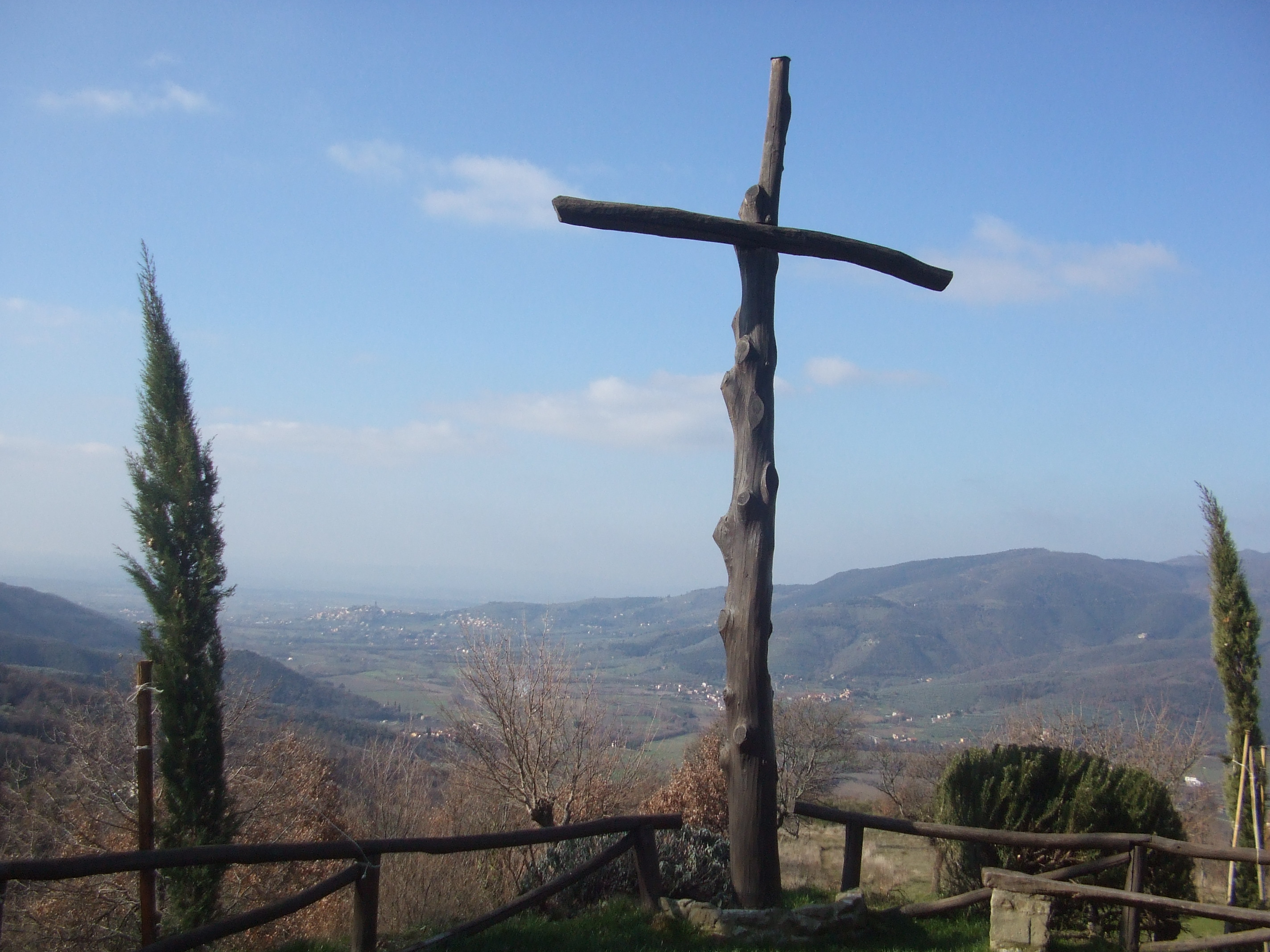
Veduta della Val di Chio dalla Croce dell'eremo di San Lorenzo
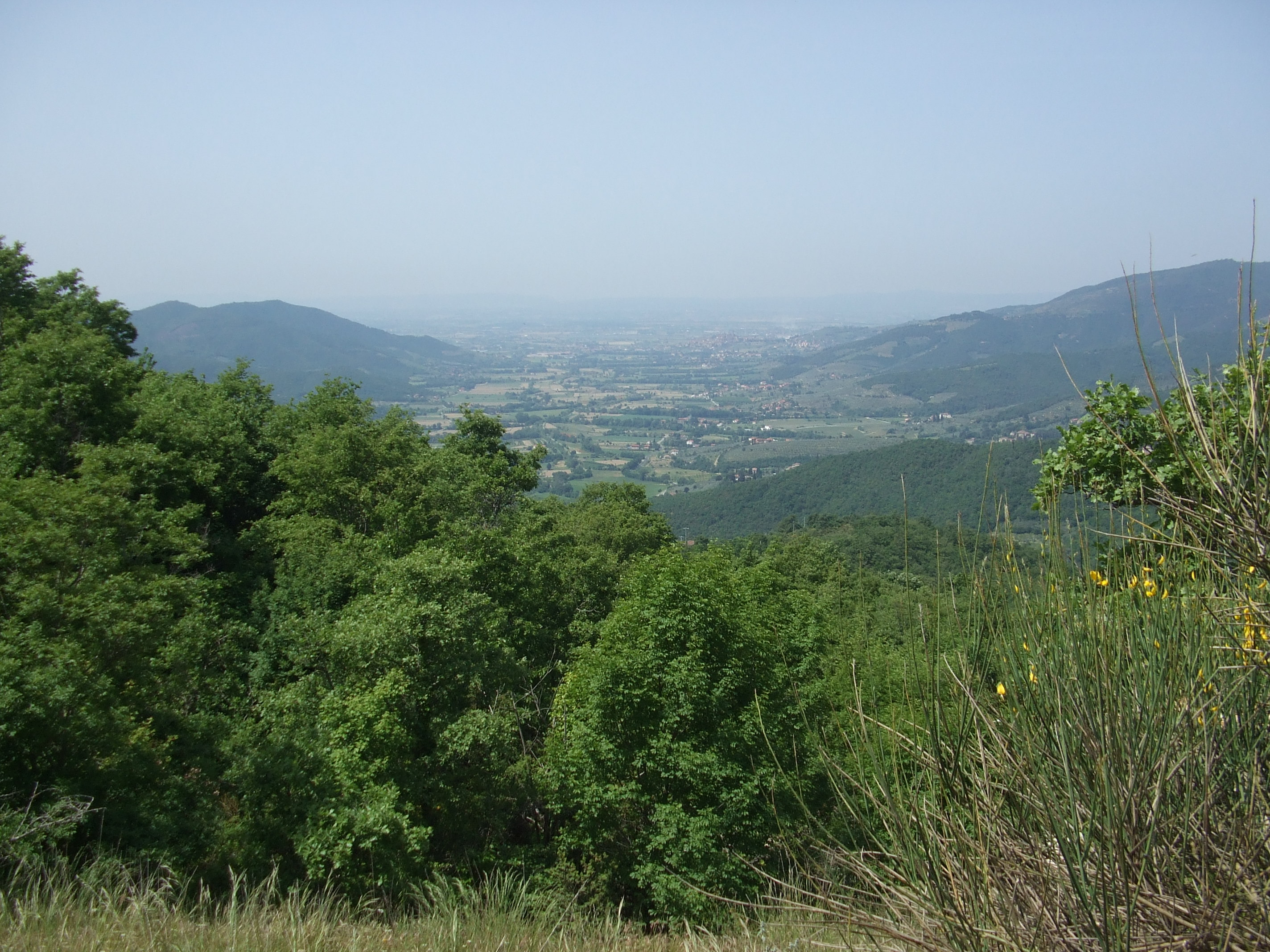
Veduta della Val di Chio dal passo del Beccarino
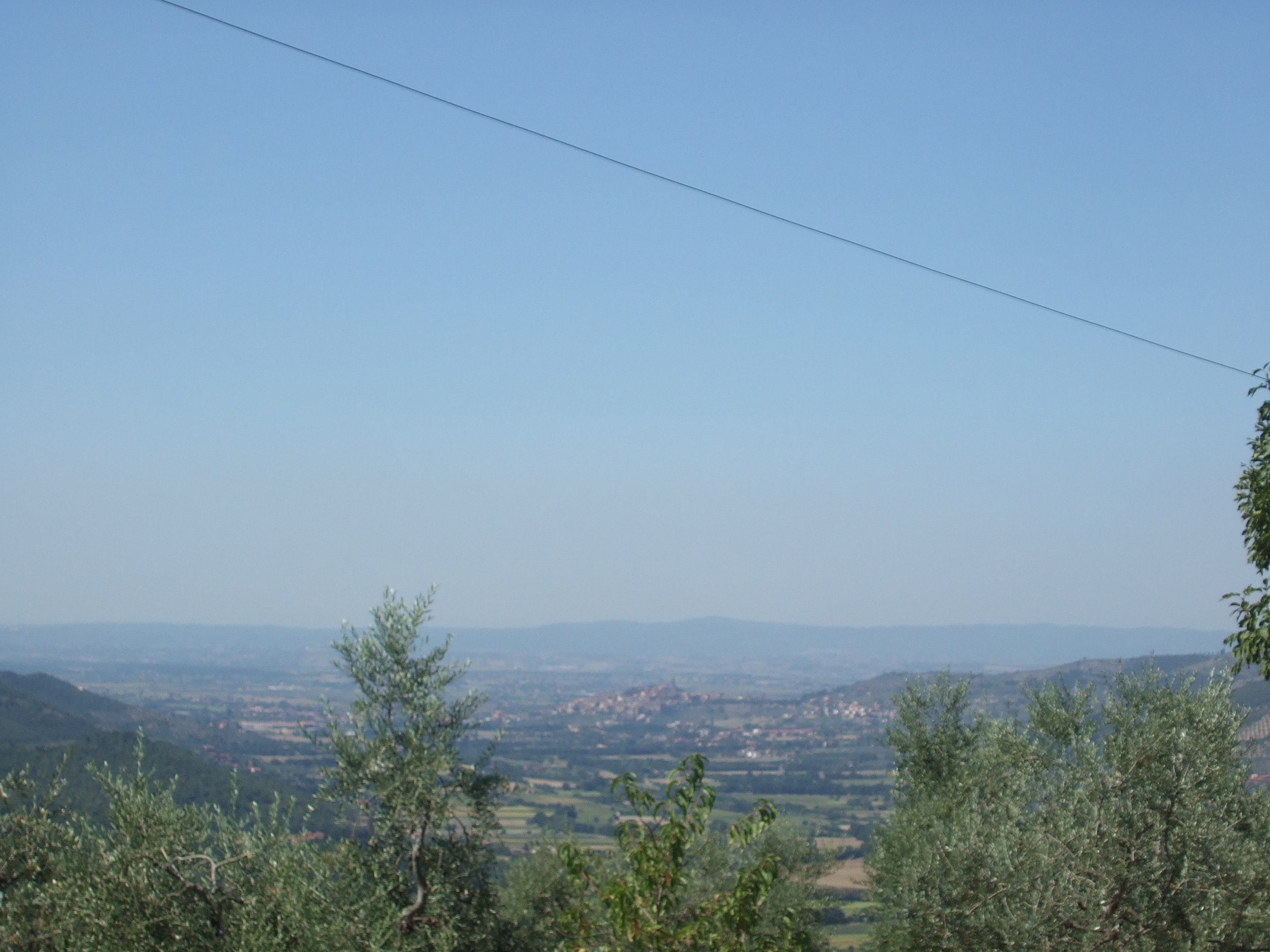
Veduta della Val di Chio dagli olivi dei Caldesi
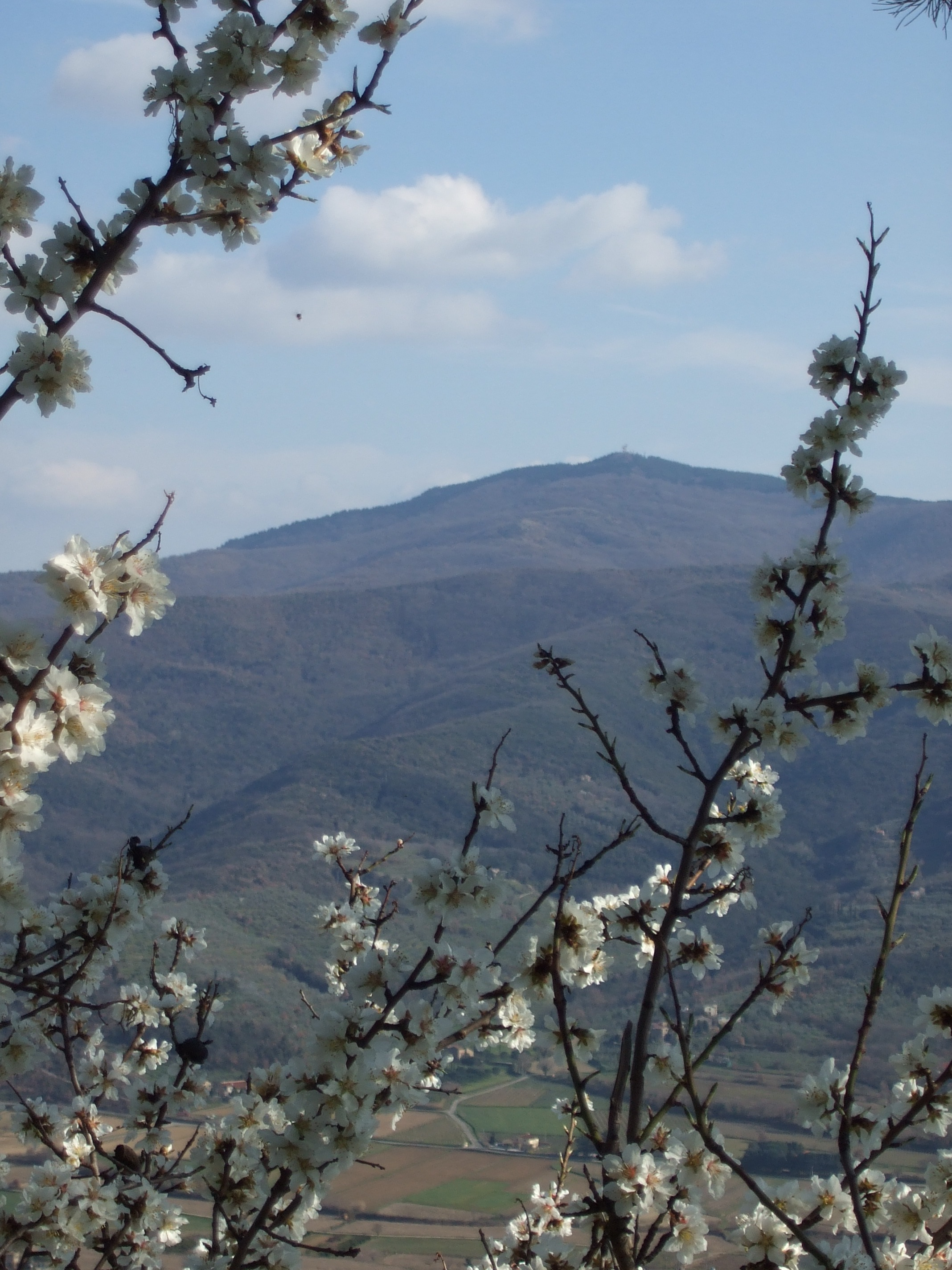
Val di Chio e Alta di Sant'Egidio dalla strada della Foce
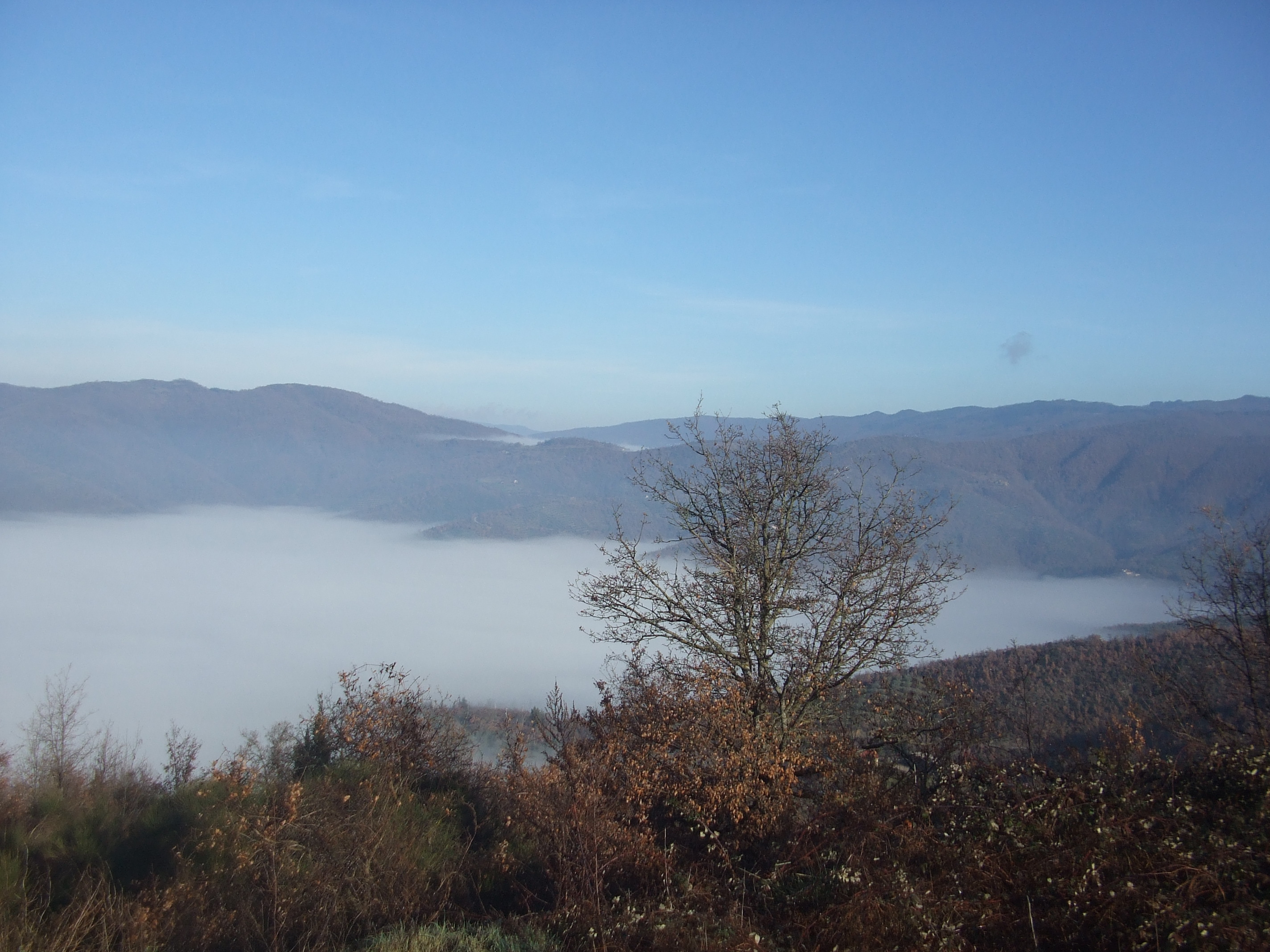
Val di Chio "allagata" dalla nebbia invernale
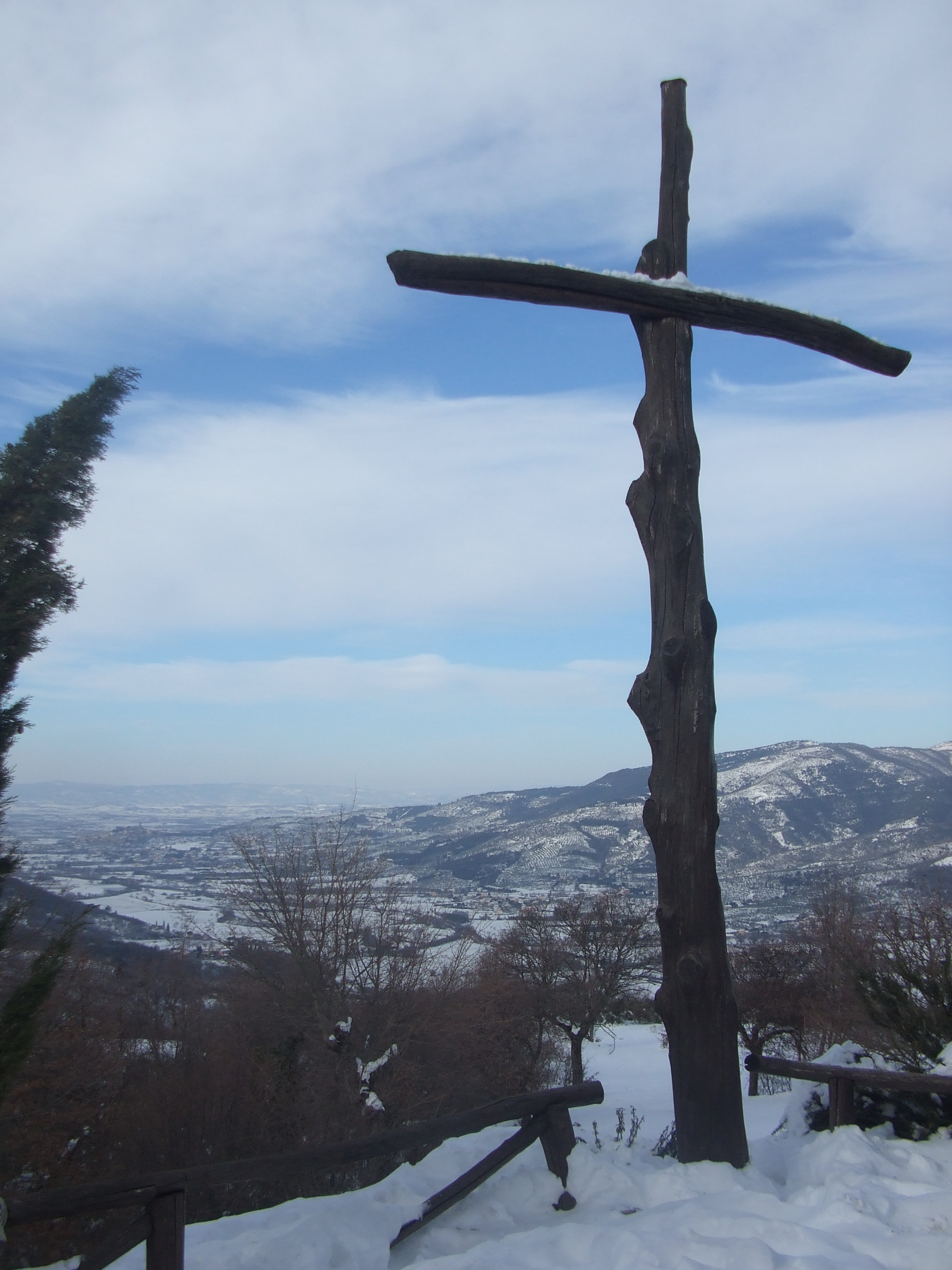
Veduta della Val di Chio innevata dall'eremo di San Lorenzo

### Colori

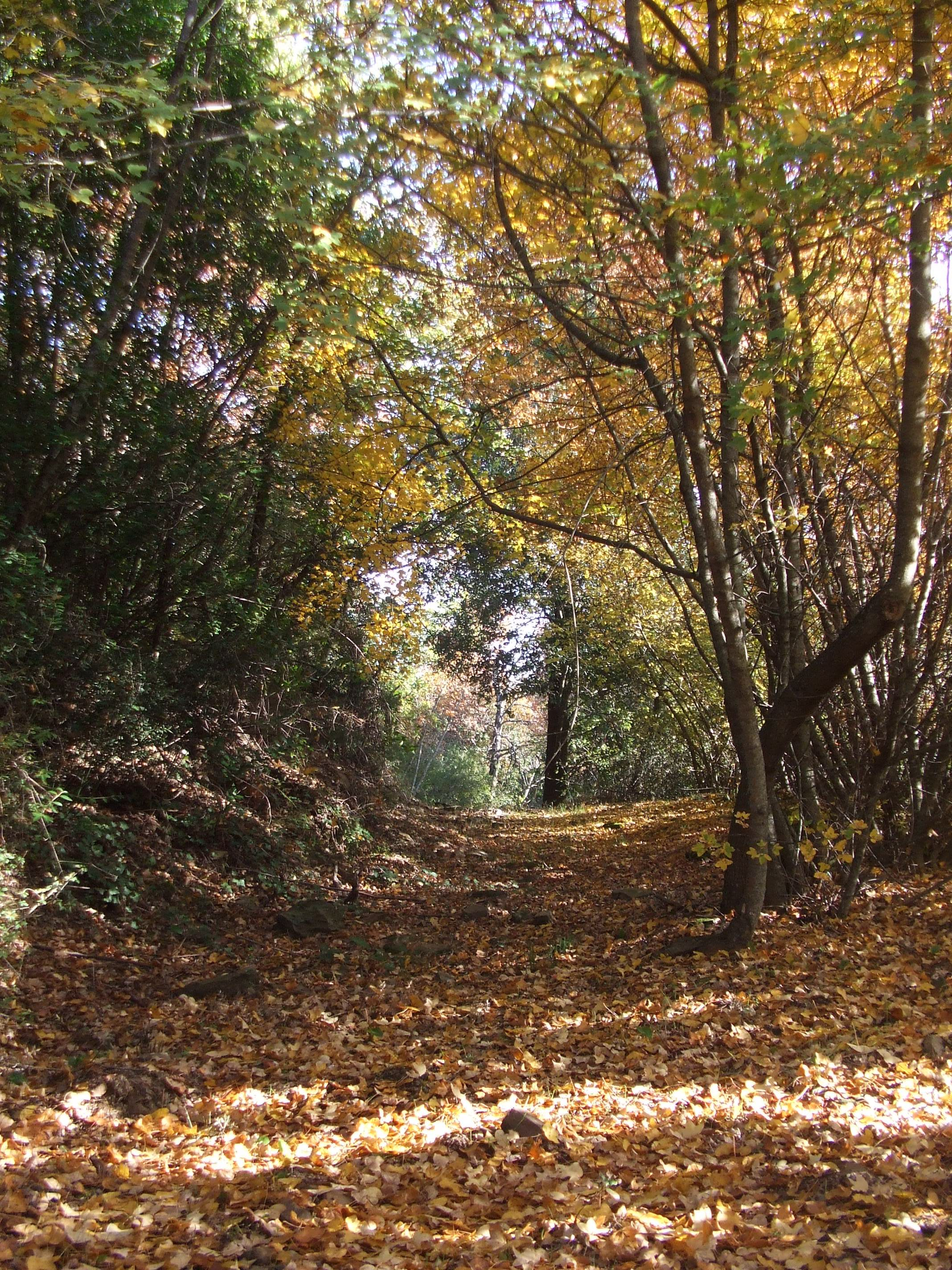
Bosco d'autunno presso Tuori
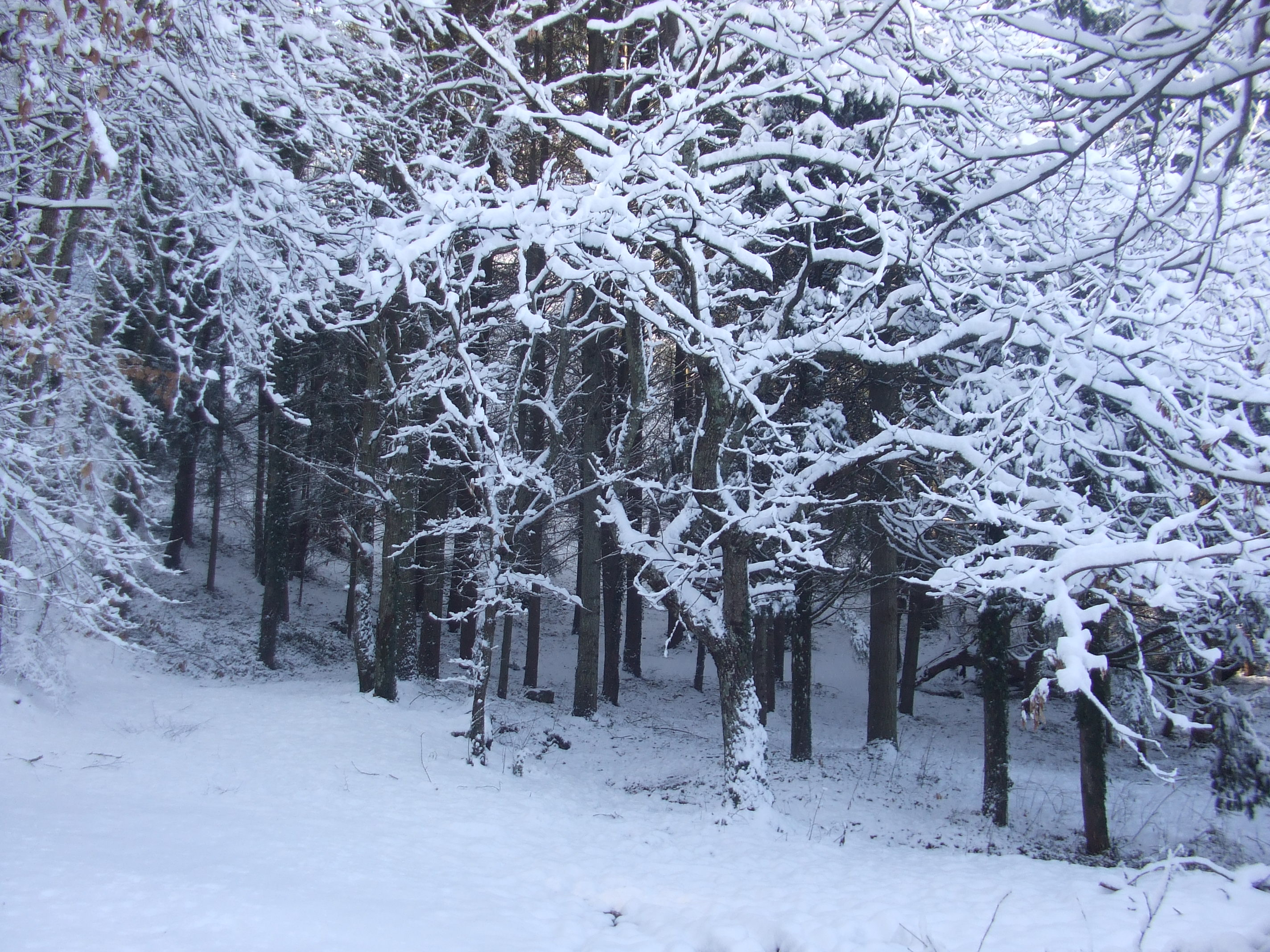
Bosco innevato presso San Bartolomeo alle Fontanelle
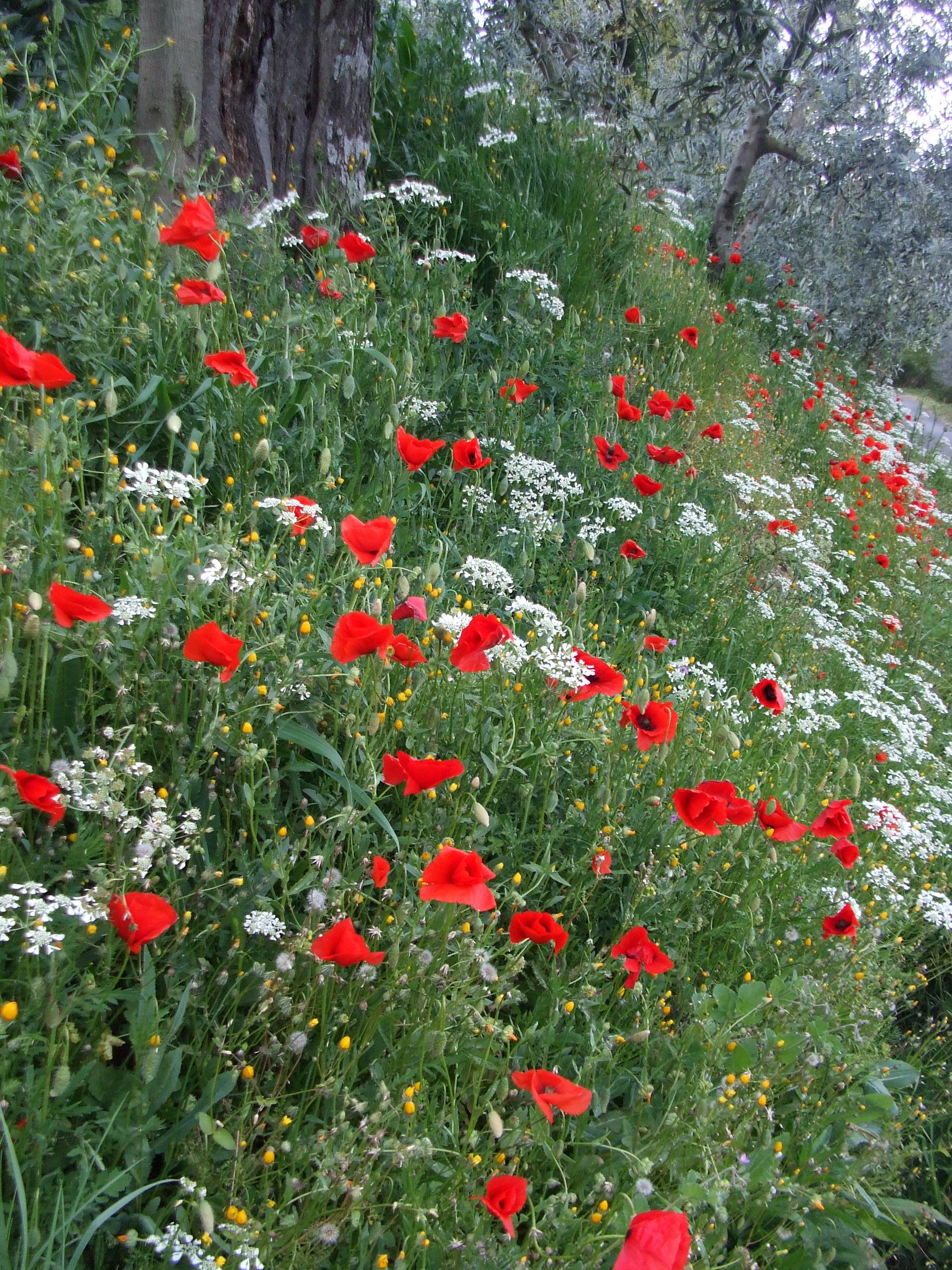
Prato fiorito in primavera
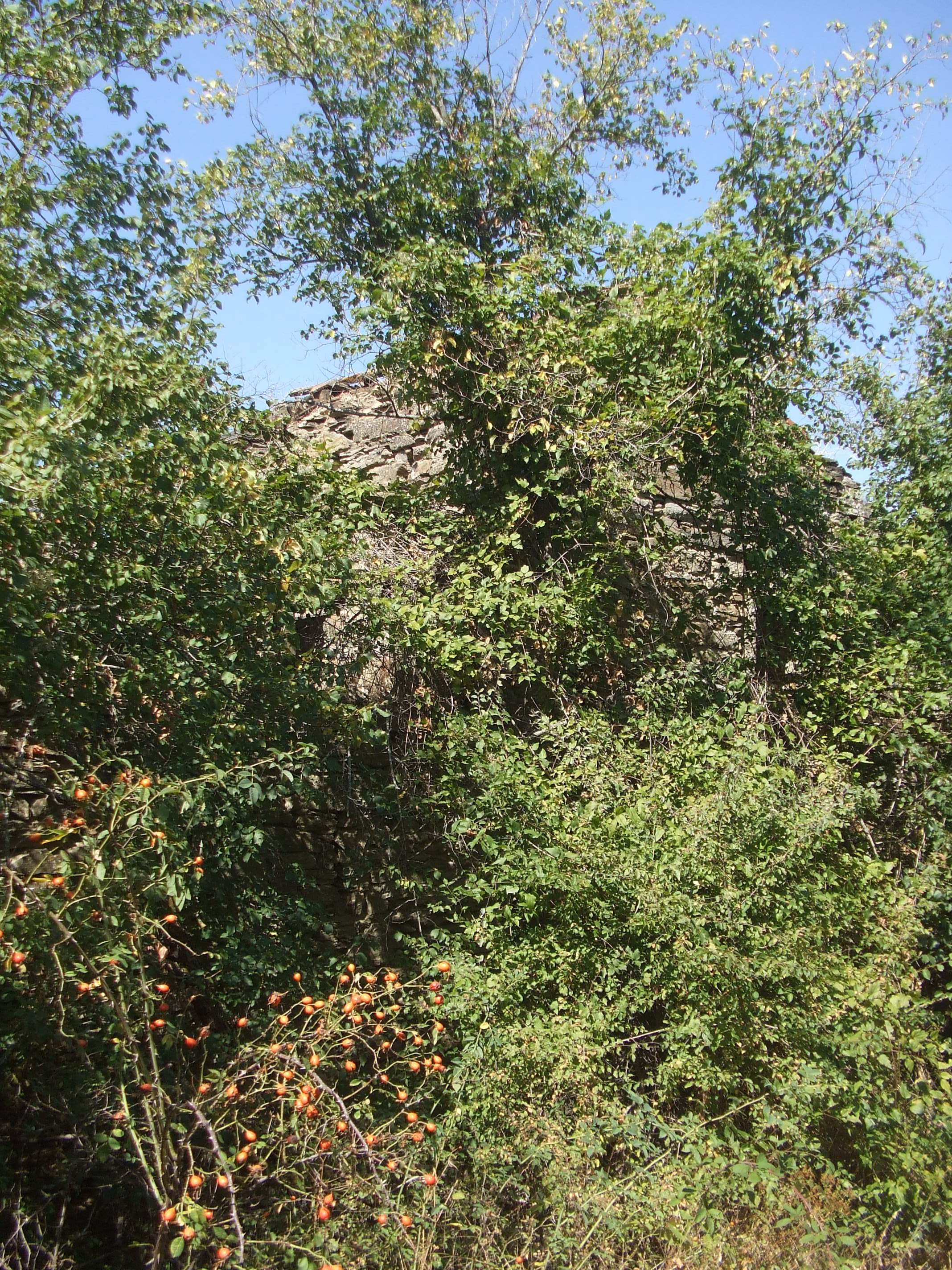
Boscaglia in estate attorno alle Rolle